# Лос-Анджелес Лейкерс
«Лос-Анджелес Лейкерс» (англ. Los Angeles Lakers) — американский профессиональный баскетбольный клуб из Лос-Анджелеса. Выступает в Тихоокеанском дивизионе Западной конференции, в Национальной баскетбольной ассоциации (НБА). Домашние игры проводит на стадионе «Crypto.com-арена», где также играет команда НХЛ «Лос-Анджелес Кингз», также помимо них здесь играет женская команда WNBA «Лос-Анджелес Спаркс». «Лос-Анджелес Лейкерс» вторая из самых титулованных команд НБА, у них 17 чемпионств (на 1 больше у «Бостон Селтикс»). По состоянию на 2012 год, «Лейкерс» являются наиболее дорогостоящей командой НБА по данным Forbes, с оценочной стоимостью $ 900 млн.
Клуб был основан в 1946 году, в Детройте под названием «Детройт Джемс» (англ. Detroit Gems) и выступал в НБЛ. Через год команда переехала в Миннеаполис, штат Миннесота и сменила название на «Миннеаполис Лейкерс» (англ. Minneapolis Lakers): в честь прозвища штата («Land of 10,000 lakes» — с англ. — «Земля 10 тысяч озёр»), где базировалась команда. В Миннеаполисе «Лейкерс» выиграли 5 чемпионских титулов. Центровой той команды Джордж Майкен впоследствии был признан главной звездой за всю историю НБА на официальном сайте лиги. Из-за финансовых трудностей в конце 1950-х, команда вынужденно переехала в Лос-Анджелес и приобрела нынешнее название. С сезона 1960/1961 «озерники» выступают в НБА.
При вошедших впоследствии в Зал славы баскетбола Элджине Бэйлоре и Джерри Уэсте, команда 6 раз выходила в финал НБА, уступив все 6 раз «Бостону». С этого началось главное противостояние в истории лиги, между «Селтикс» и «Лейкерс». В 1968 году «Лейкерс» заполучили центрового Уилта Чемберлена, четырежды признававшимся самым ценным игроком НБА. При нём, команда выходила в финал НБА дважды, в 1969 и 1970 году. Лишь с третий попытки «Лейкерс», ведомые Чембрленом, смогли выиграть титул чемпиона НБА. Шестой раз вообще и 1-й, с момента переезда в Лос-Анджелес и под руководством нового главного тренера Билла Шермана. После ухода Уэста и Чемберлена, команда приобрела Карима Абдул-Джаббара, продолжив традицию звездных центровых, вслед за Майкеном и Чемберленом. Он также, несколько раз признавался самым ценным игроком НБА, но не мог в одиночку решить судьбу финалов в конце десятилетия. В 1980-х годах, «Лейкерс» получили прозвище «Шоутайм», благодаря игре Мэджика Джонсона. «Лейкерс» ведомые тандемом Джаббар-Джонсон, выиграли 5 титулов чемпиона НБА за отрезок времени длиной в девять лет, включая первую победу в финальной серии НБА над «Селтикс», в 1985 году. Из этой команды Джонсон, Джаббар, Джеймс Уорти и главный тренер Пэт Райли вошли в Зал славы. После завершения карьер главных звезд команды, ухода Райли и ряда ведущих игроков для «Лейкерс» начались тяжелые бестрофейные годы, завершившиеся после подписания контрактов с Шакилом О’Нилом, Коби Брайантом в 1996 году и назначением Фила Джексона на пост главного тренера в 1999 году. Эта команда оформила т. н. три-пит, выиграв три титула чемпиона НБА подряд и ещё один раз выйдя в финал в 2004 году. После чего команду покинул О’Нил и на один год Джексон. После непопадания команды в плей-офф НБА в 5 раз за историю, Фил Джексон вернулся на пост главного тренера. Он ещё раз, трижды подряд выводил «Лейкерс» в финал НБА. Из которых команда проиграла один, в 2008 году «Селтикс» и взяла реванш в 2010-м.
«Лейкерс» также принадлежит рекорд самой продолжительной победной серии в НБА из 33 матчей, установленный в сезоне 1971/72. Помимо этого, 6 игроков и 4 главных тренера входят в Зал славы. Четыре игрока команды получали награду самого ценного игрока НБА, это: Карим Абдул-Джаббар, Мэджик Джонсон, Шакил О’Нил и Коби Брайант. В общей сложности выиграв 8 наград.

## История

### 1946—1959: Начало династии в Миннеаполисе

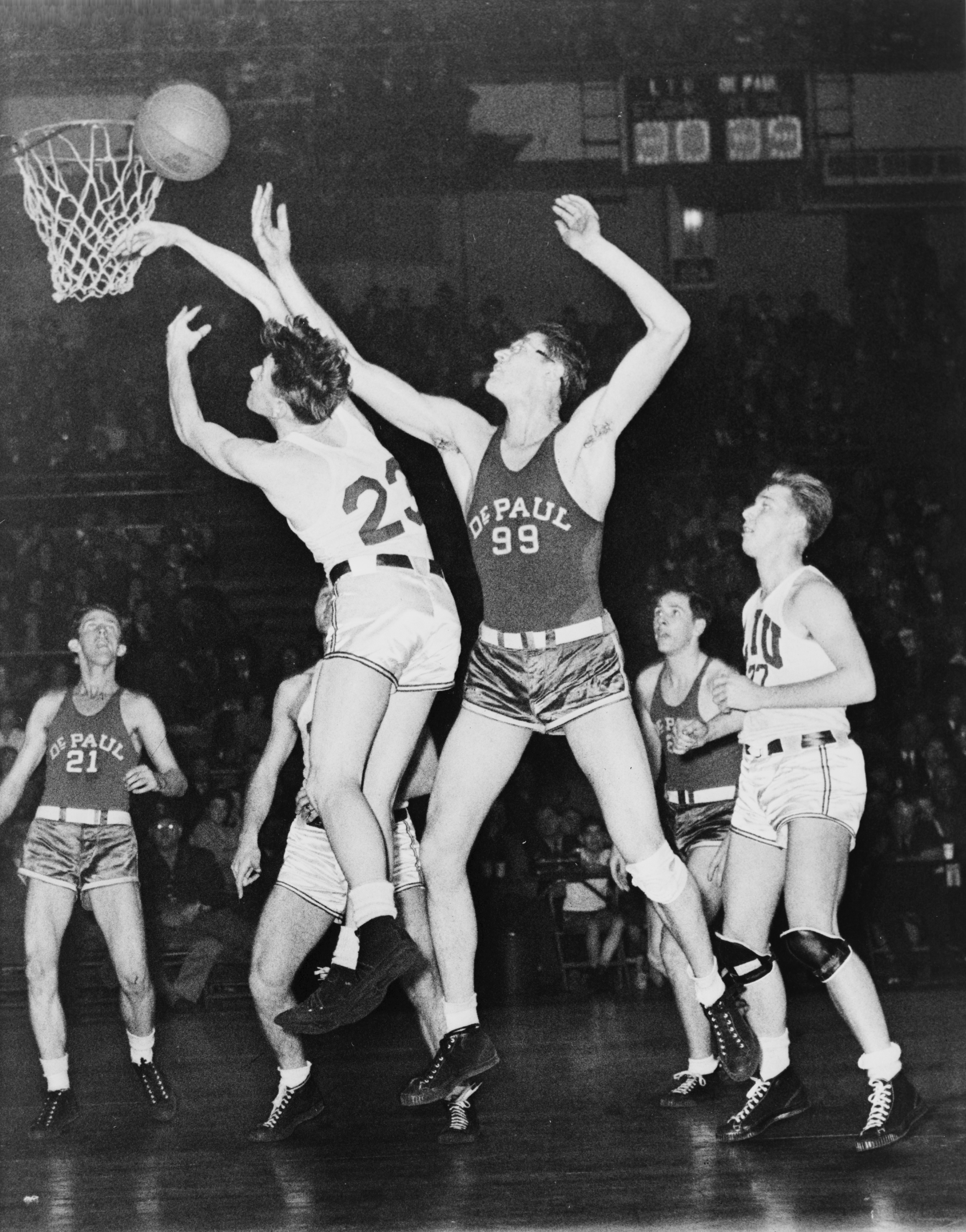
Джордж Майкен (№ 99) лидер команды, выигравшей первые 5 чемпионств. Он на официальном сайте НБА представлен как «Первая звезда» в истории Лиги

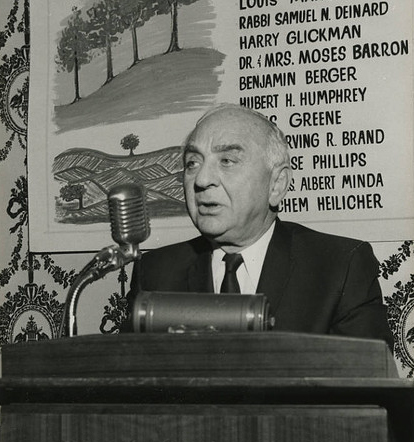
Бенджамин Бергер владелец «Миннеаполис Лейкерс»

«Лос-Анджелес Лейкерс» были основаны в 1946 году, когда Бен Берджер и Моррис Челфен приобрели команду НБЛ «Детройт Джемс», за 15 тысяч долларов. В течение сезона 1946/47, команда переехала в Миннеаполис. «Лейкерс», у которых уже был сформированный состав с форвардом Джимом Поллардом и разыгрывающим Гермом Шкефером, приобрели центрового Джорджа Майкена, который стремительно стал ключевой фигурой в игре команды. «Лейкерс», ведомые Майкеном, в дебютном же для него сезоне, одержали победу в дивизионе (43—17). До этого, в 1948 году выиграв последний Всемирный профессиональный баскетбольный турнир в Чикаго, а став его первой и единственной командой выигравший, обыграв сборную «Всех Звёзд» студенческого баскетбола.
В 1949 году в финале БАА «Лейкерс» продолжили свой триумфальный ход, выиграв у «Вашингтон Кэпитолс» (4-2). В следующем сезоне, команда стала чемпионом Западного Дивизиона (51 победа 17 поражений). В плей-офф команда победила «Индианаполис Олимпианс» в трех играх, но проиграла «Рочестер Роялс» в следующем раунде.
В сезон 1951/52 года «Лейкерс» выиграли 40 игр, закончив сезон на втором месте в дивизионе. В финале НБА «Лейкерс» встретились с «Нью-Йорк Никс» и одержали победу в семи играх. В сезоне 1952-53 года команда прошла в финал НБА где снова встретилась с «Нью-Йорк Никс». «Лейкерс» победили в четырёх играх, уступив лишь одну. Клайд Лавллитт, выбранный на драфте в 1952 году, помог команде одержать победу в Западном Дивизионе. Команда выиграла свой третий чемпионат подряд в 1950-х годах, победив в финале «Сиракьюс Нэшнлз» в семи играх. После ухода Майкена в межсезонье 1954 года, команда ослабла, но одержала 40 побед в регулярном сезоне. Выиграв у «Роялз» в первом раунде плей-офф, «Лейкерс» проиграли «Форт-Уэйн Пистонс» в следующем раунде.
В 1959 году «Лос-Анджелес Лейкерс», ведомые новичком Элджином Бэйлором, пробились в Финал НБА, где уступили «Бостон Селтикс» в серии со счётом 4-0.

### 1959—1968: Переезд в Лос-Анджелес и соперничество с «Селтикс»

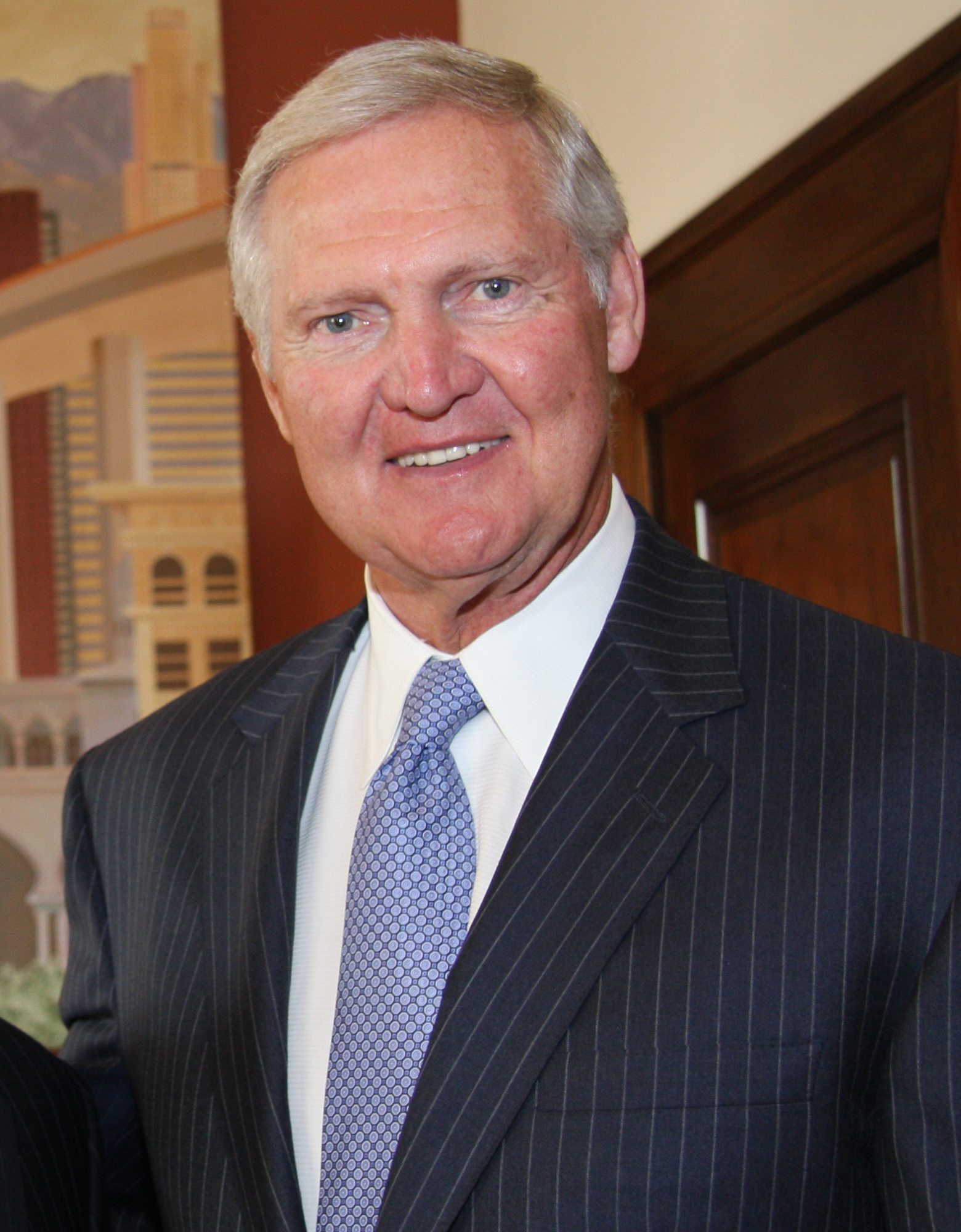
Джерри Уэст привел команду к девяти финалам игра за команду в 1960 и 1970. Прозвище «Мистер Клатч», его силуэт, размещенные на официальном логотипе НБА.

Последний сезон в Миннеаполисе «Лос-Анджелес Лейкерс» завершили с разницей побед и поражений 25-50. 18 января 1960 года команда была потеряна во время поездки в Сент-Луис, когда их самолёт совершил аварийную посадку. Снежная буря отклонила пилота на 150 миль от курса и он был вынужден сесть в кукурузном поле. Никто не погиб. Их рекорд позволил им получить второй номер на драфте НБА 1960 года. Команда выбрала Джерри Уэста из Университета Западной Виргинии. Летом 1960 года «Лос-Анджелес Лейкерс» стали первой командой НБА с Западного побережья, когда владелец клуба Боб Шорт решил перевезти команду в Лос-Анджелес. Благодаря 34,8 очкам и 19,8 подборам Бэйлора в среднем за матч, «Лейкерс» одержали на 11 побед больше, чем в прошлом сезоне. 15 ноября Бэйлор установил новый рекорд результативности НБА, когда набрал 71 очко и 25 подборов в матче против «Нью-Йорк Никс». Сделав это, он превзошел свой прошлый рекорд НБА в 64 очка. В результате «Лейкерс» вышли в плей-офф. Они победили в полуфинале конференции «Детройт» со счетом 3-2, но в финале конференции уступили «Сент-Луису» (4-3).
В сезоне 1961/62 во главе с Бэйлором и Уэстом (38,3 и 30,8 очков за матч соответственно) «Лос-Анджелес Лейкерс» добились разницы побед и поражений 54-26 и добрались до финала. В пятой игре серии против «Бостон Селтикс» Бэйлор сделал 22 подбора и установил рекорд НБА по количеству очков в финальной игре (61 очко, рекорд не побит до сих пор). Но «Лейкерс» все равно уступили «Бостону» в седьмой игре, проиграв в овертайме три очка. Фрэнк Селви на последней секунде 4-й четверти не попал с 18 футов бросок без сопротивления. В сезоне 1962/63 «Лос-Анджелес» выиграл 53 игры. Бэйлор набирал 34 очка за матч, Уэст — 27,1, но финале плей-офф «Лейкерс» вновь проиграли «Селтикс» в шести играх. Сезон 1963/64 завершился для команды в первом раунде плей-офф против «Сент-Луиса». В сезоне 1964—1965 команда выиграла 49 игр. В финале конференции «Лос-Анджелес» победил 4-2 «Балтимор», а Джерри Уэст установил рекорд, набирая за матч по 46,3 очка. Но в финале — очередное поражение от «Селтикс» в пяти играх.
В сезоне 1965/66 «Лос-Анджелес» вновь проиграл в финале НБА «Бостону» в семи матчах. Сезон 1966/67, несмотря на 36 побед в регулярном чемпионате, завершился для команды поражением в первом раунде плей-офф от команды «Сан-Франциско» с общим счетом 3-0. Следующий сезон — поражение в финале плей-офф от «Селтикс». В 1967 году «Лейкерс» переехали на новую арену «Форум» после семи сезонов, проведенных на «Los Angeles Memorial Sports Arena».

### 1968—1973. Приезд Уилта Чемберлена

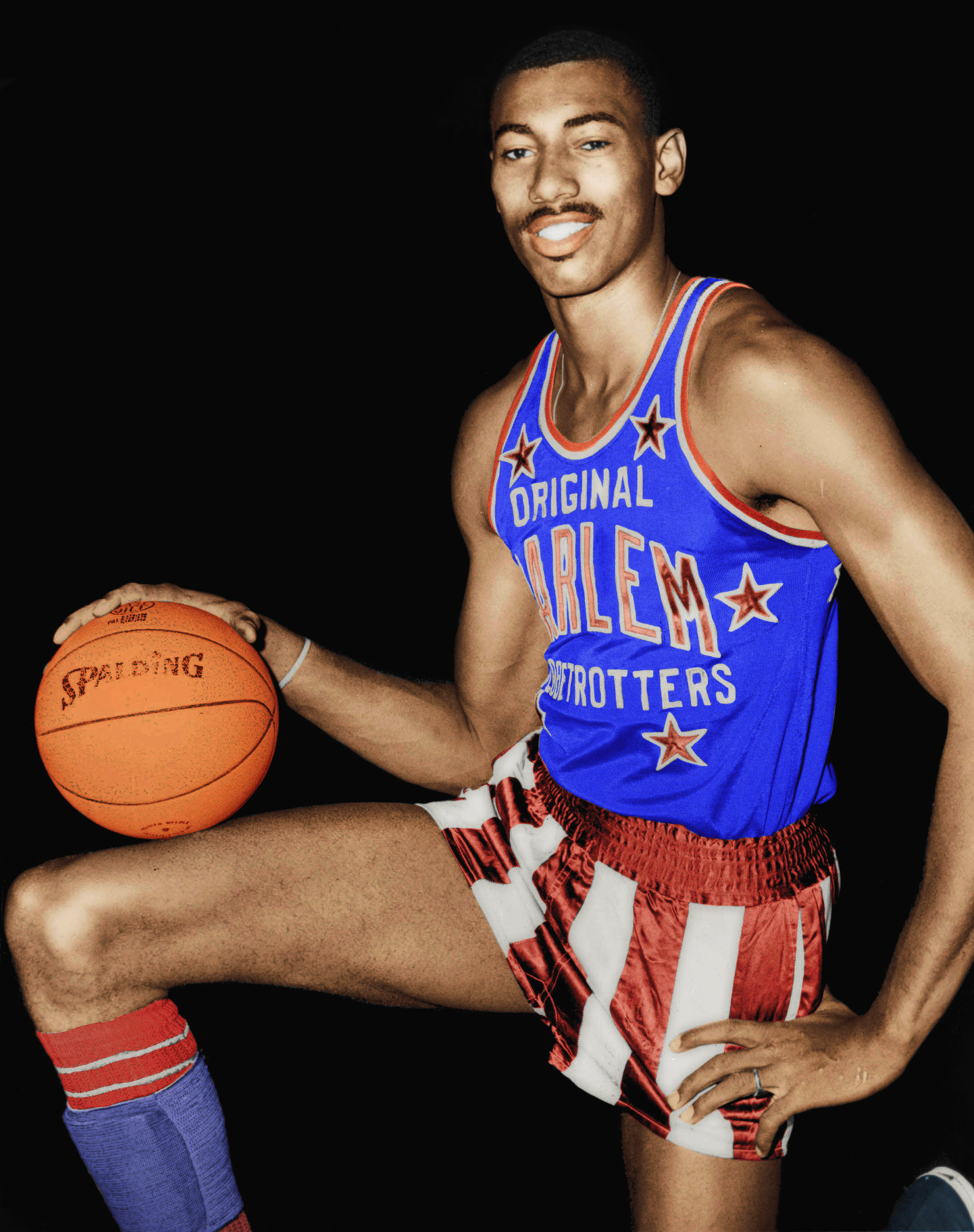
Уилт Чемберлен провел 5 сезонов в «Лос-Анджелесе», с 1968 по 1973 год. Он был неотъемлемой частью чемпионской команды в сезоне 1971/72, которая считается одной из лучших в истории НБА.

9 июля 1968 года, команда приобрела Уилта Чемберлена из «Филадельфии» за Даррелла Имхоффа, Арчи Кларка и Джерри Чемберса. В своем первом сезоне за «Лос-Анджелес Лейкерс» Чемберлен установил командный рекорд средней результативности за матч — 21,1 очко за матч. Уэст, Бэйлор и Чемберлен забирали более 20 очков и их команда выиграла свой дивизион. «Лейкерс» и «Бостон» снова встретились в финале, и «Лос-Анджелес» имел преимущество своей площадки против «Бостона» в первой части их противостояния. Они выиграли первую игру, Джерри Уэст набрал 53 очка. Но в итоге команда из Лос-Анджелеса проиграла серию со счетом 4-3, несмотря на то, что после пяти матчей «Лейкерс» повёл 3-2. Таким образом, «Бостон» в 11-й раз за 13 сезонов выиграл финал НБА. Уэст был признан первым в истории самым ценным игроком финала. До сегодняшнего дня это единственный случай награждения игрока проигравшей команды. В 1970 году команда вновь достигла финала и впервые за 16 лет она играла не с «Бостон Селтикс»: соперником «Лейкерс» стала команда «Нью-Йорк Никс». «Никс» победили со счетом 4-3. В следующем сезоне в финале Западной конференции «Лос-Анджелес» был побежден командой «Милуоки Бакс», ведомой великим Каримом Абдул-Джаббаром.

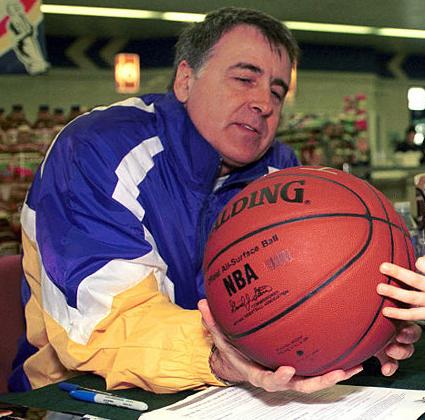
Гэйл Гудрич провел за «Лейкерс» 9 сезонов, в 1960-х и 1970-х годах. Также вместе с командой, сыграв в 4 финалах НБА.

Сезон 1971/72 принес ряд изменений. Владелец клуба Джек Кент Кук пригласил на должность главного тренера Билла Шермана. В начале сезона Элджин Бэйлор, узнав о проблемах с ногами, объявил об окончании карьеры. Шерман улучшил дисциплину в команде. Он привнес в клуб концепцию «Shootaround», когда игроки должны были прибывать на арену перед игрой рано утром и тренировать броски. «Лейкерс» выиграли 14 игр подряд в ноябре и все 16 декабрьских игр. Победная серия продлилась на три матча в 1972 году, но 9 января «Милуоки Бакс» обыграли «Лейкерс» со счетом 120:104 и прервали эту серию. Выиграв таким образом 33 игры, «Лос-Анджелес» установил рекорд американского спорта по продолжительности победной серии (рекорд был побит только в сезоне World TeamTennis 2013 года командой «Вашингтон Каслс», выигравшей 34 матча регулярного сезона подряд). Всего в этом сезоне «Лейкерс» выиграли 69 игр, установив ещё один рекорд НБА (рекорд был побит только в сезоне 1995/96 клубом «Чикаго Буллз»). Чемберлен набирал в среднем только 14,8 очков за матч и совершал 19,2 подбора за игру. Уэст отдавал в этом сезоне 9,7 передач за матч и набирал более 25 очков за встречу. Он был назван лучшим игроком Матча Всех Звезд. В течение сезона команда регулярно набирала более 100 очков за матч и в конце сезона Билл Шерман был признан тренером года в НБА. «Лейкерс» вновь достигли финала, в котором им вновь противостояла команда «Нью-Йорк Никс». В итоге «Лейкерс» одержали победу со счетом 4-1. Чемберлен набрал 24 очка и сделал 29 подборов в пятой игре и стал самым ценным игроком финала.
«Лейкерс» выиграли 60 игр в сезоне 1972/73 и вновь победили в Тихоокеанском дивизионе. Уилт Чемберлен в финальной игре установил до сих пор не побитый рекорд НБА по проценту попаданий — 72,7 %. В полуфинале конференции «Лос-Анджелес» переиграл «Чикаго Буллз» со счетом 4-3, в финале конференции обыгран «Голден Стэйт Уорриорз» — 4-1, но в финале плей-офф «Нью-Йорк Никс» обыграли «Лейкерс» в пяти встречах.

### 1973—1979. Создание «Шоутайм»
Сезон 1973/74 стал сложным для команды из-за потери Уэста, сыгравшего только 31 игру. Правда в концовке весьма помог Гудрич, набиравший 25,3 очка за матч. В итоге «Лейкерс» выиграли дивизион, но уже в первом раунде проиграли «Бакс». После этого поражения и из-за разногласий с Куком, Уэст подал иск о задолженности по зарплате и покинул команду.

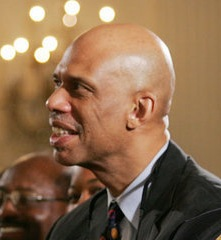
«Лос-Анджелес» приобрел Карима Абдул-Джаббара в 1975 году.

После непопадания в плей-офф, «Лейкерс» приобрели Карима Абдул-Джаббара, выигравшего 3 раза награду самому ценному игроку НБА. Джаббар хотел покинуть «Милуоки», он требовал обменять его либо в «Нью-Йорк», либо в «Лос-Анджелес». В итоге его обменяли в «Лос-Анджелес Лейкерс» на Элмора Смита, Брайана Уинтерса, Джуниора Бриджмена и Дэйва Мейерса. Джаббар в первом же сезоне за команду был признан четвёртый раз самым ценным игроком лиги, заодно став лидером по количеству подборов, блок-шотам, минут, проведенных на площадке среди других игроков. Команда провалила в январе ряд игр (3-10), поставив себя на грань непопадания в плей-офф. В итоге «Лейкерс» не квалифицировались туда (40-42) 2-й раз подряд и 3-й раз в истории клуба.
Урегулировав свои разногласия с Куком, Уэст возглавил команду, сменив Шармана на посту главного тренера. Однако Уэст был разочарован нежеланием Кука тратить деньги на новых игроков. Так, он хотел приобрести Джулиуса Ирвинга, которого «Нью-Йорк Нетс» выставил на рынок обменов. В следующим сезоне Джаббар выиграл приз самого ценного игрока НБА в пятый раз. «Лейкерс» выиграли Тихоокеанский дивизион, попав в пост-сезон с лучшим показателем в лиге (53-29). В 7 играх полуфинала конференции переиграв «Уорриорз», команда вышла на «Портленд», где потерпела разгромное поражение (0-4). В межсезонье «Лос-Анджелес» приобрели Джеймала Уилкса из «Голден Стэйт» и выбрали в первом раунде драфта Норма Никсона. Старт сезона 1977/78 омрачился для Джаббара переломом руки из-за чрезмерно агрессивного поведения центрового «Бакс», Кента Бенсона. Два месяца спустя выздоровевший Джаббар снова получил травму в столкновении с центровым «Хьюстон Рокетс», Кевином Куннертом. Форвард команды Кермит Вашингтон (набирал в среднем за игру 11,5 очков и 11,2 подборов) ударил Руди Томьяновича по лицу, когда тот выбегал со скамейки запасных. Томьянович чуть не умер от удара, повреждение черепа и другие лицевые травмы привели к тому, что он был вынужден преждевременно завершить свою карьеру. Вашингтон был дисквалифицирован на 2 месяца, а также исключен из состава «Лейкерс». Команда выиграла 45 игр, несмотря на потерю Вашингтона и Абдула-Джаббара, который пропустил из-за травм почти 2 месяца, но уже в первом раунде плей-офф команда проиграла «Сиэтлу». Сезон 1978/79 команда закончила с показателем 47-35. В плей-офф же «Лейкерс» дошли до полуфинала конференции, где уступили «Суперсоникс».

### 1979—1989. «Шоутайм»

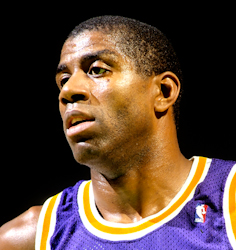
Мэджик Джонсон с Каримом Абдул-Джаббаром ведущие игроки «Шоутайм», помогшие «Лейкерс» выиграть 5 чемпионских титулов НБА в 1980-х годах

На Драфте НБА 1979 года, «Лос-Анджелес» выбрал разыгрывающего Мэджика Джонсона из штата Мичиган, под первым пиком. Потребовалось время, для того чтобы Джонсон смог приспособиться и проявить все свой лучшие качества, так как его часто заставали врасплох. Но когда он приспособился к игре команды, сразу стал ключевым игроком «Лейкерс». В том сезоне Лос-Анджелес выиграл 60 игр в регулярном чемпионате, а также в 6 матчах финала НБА победил «Филадельфию» (4-2). Джонсон был признан MVP финала, после того как центровой Абдул-Джаббар травмировался в шестой игре, на его счету 42 очка, 15 подборов и семь передач. Следующий сезон 1980/81 команда провалила, во многом из-за того что Меджик Джонсон был вынужден пропустить большую часть сезона, из-за травмы колена.
«Лейкерс» заняли 2 место вслед за «Финикс Санз» в Тихоокеанском дивизион, с 54 победами и 28 поражениями. В плей-офф «Рокетс», ведомые Мозесом Мэлоуном, победили «Лос-Анджелес» в первом раунде (3-4).
В начале сезона 1981/82, Джонсон в СМИ подвергнул критике работу главного тренера Паула Вестхида, после чего потребовал запрос на обмен в другой клуб. Вестхид был уволен вскоре после критики Джонсона, и хотя владелец «Лейкерс» Джерри Басс заявил, что комментарии Джонсона не повлияли на это фактор в процессе принятия решений, Мэджик был раскритикован в национальных средствах массовой информации и освистан, на гостевых и домашних играх команды. Басс назначил главным тренером Пэта Райли, а помощником главного тренера Джерри Уэста 19 ноября, и команда выиграла следующие 17 из 20 игр. «Лейкерс» получили прозвище «Шоутайм», за игру показываемую Мэджиком Джонсоном. Команда выиграла Тихоокеанский дивизион и разгромила «Санз» (4-0) и «Спёрс» (4-0). «Лос-Анджелес» продлил беспроигрышную серию до 9 игр, выиграв первый матч финала НБА у «Филадельфии». «Лейкерс» выиграли финал (4-2), закончив плей-офф с разницей побед к поражениям, 12-2. На драфте в 1982 году, «Лейкерс» выбрали под первым общим номером Джеймса Уорти из Северной Каролины. «Лос-Анджелес» выиграл Тихоокеанский дивизион (58-24), но в конце регулярного сезона Уорти получил травму ноги, из-за чего пропустил остаток сезона. Тем не менее, команде это не помешало выйти в финал НБА 1983 и снова там сыграть с «Филадельфией», победив перед этим «Портленд» и «Сан-Антонио» в предыдущих двух раундах. Но в финале «Лейкерс» были разгромлены (0-4). По окончании сезона Уэст покинул команду, где его заменил Шарман.
Сезон 1983/84 «Лос-Анджелес» закончил (54-28), финале пришлось играть с «Бостоном» впервые с 1969 года. Они выиграли две первые из трех игра. Грязный фол Кевина Макхейла, похожий на прием рестлера, против Курта Рэмбиса, лишил «Лейкерс» игрока, который выполнял огромный объём черновой работы, что стало поворотным событием в финальной серии. «Бостон» выиграл три из четырёх последующих игр, и в дальнейшим «Селтикс» выиграли серию (3-4).
Но команда не сломалась, а воспользовавшись обидным поражением в финале как мотиваций, «Лос-Анджелес» выиграл Тихоокеанский дивизион четвёртый год подряд, проиграв всего два раза в плей-офф Западной конференции. В финале «Бостон Селтикс» вновь стал последним препятствием на пути к чемпионству перед «Лейкерс». «Лос-Анджелес» был разгромлен в стартовой игре финальной серии со счетом 148—114, названый как «Memorial Day Massacre» — с анг. — «Бойня в День памяти». Но команду это не сломало, кстати ещё сказалось и скорое восстановление 38-летнего ветерана и обладателя MVP финала Карима Абдул-Джаббара, что в итоге и помогло победить «Селтикс» в шести матчах. «Лос-Анджелесе Лейкерс» стал единственной гостевой командой, оформившей чемпионство в «Бостон Гарден».

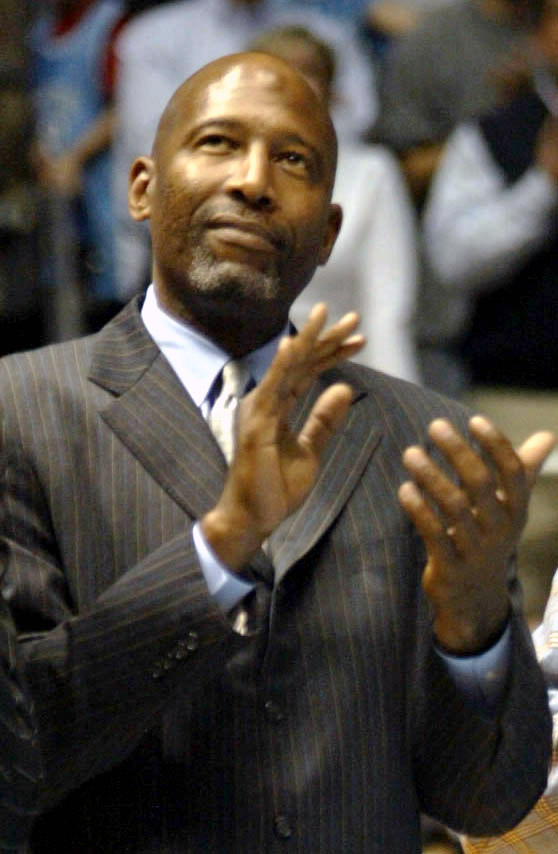
Джеймс Уорти задрафтован Лос-Анджелесом под первым общим номером в 1982 году.

В сезоне 1985/86, «Лейкерс» начали с 24 побед и всего 3 поражений. В регулярном чемпионате они выиграли 62 игры и свой пятый подряд титул чемпиона в дивизионе. Однако, теперь «Лейкерс» в плей-офф дошли только до финала Конференции, где проиграли в 5 играх «Рокетс». «Хьюстон» выиграл, когда Ральф Сэмпсон во всех 5 играх серии набирал не меньше 20 очков, в том числе и на Форуме. До начала сезона 1986/87, у «Лос-Анджелеса» перешел Эй Си Грин в стартовый состав, также был приобретен Мичел Томпсон у «Спёрс». Мэджик Джонсон был назван первый раз самым ценным игроком в Лиги, «Лейкерс» сыграли с отношением побед к поражения регулярном чемпионате (65-17) и помимо этого Майкл Купер был назван «Лучшим оборонительным игроком НБА». Перед началом сезона Райли принял решение сместить акцент игры на Джонсона, нежели на ветерана Абдул-Джаббара.
«Лейкерс» вышли в финал НБА, по пути переиграв «Наггетс», также «Уорриорз» в пяти играх, а в финале Западной конференции переиграв «Суперсоникс». «Лос-Анджелес Лейкерс» победили «Бостон» в первых двух матчах финала, а затем команды выиграли следующие четыре игры по два раза, и калифорнийцы победили в своем втором чемпионате за три года. Серия была отмечена игрой Джонсона как бросками «baby hook», что помогло выиграть четвертую игру в «Бостон Гарден» за две секунды до конца матча. Джонсон получил награды MVP финала НБА и MVP сезона. На праздновании чемпионства «Лейкерс» в Лос-Анджелесе, главный тренер Райли дерзко заявил, что «Лос-Анджелес» будет постоянно выигрывать чемпионство НБА. В 1987/88 сезоне «Лейкерс» победили седьмой раз подряд в Тихоокеанском дивизионе, а в финале НБА 1988 года встретились с «Детройт Пистонс». «Лос-Анджелес» переиграл соперника в семи матчах серии, Джеймс Уорти в седьмой игре своим трипл-даблом выиграл награду MVP финала. В сезоне 1988/89, «ЛА Лейкерс» выиграл 57 игр. В плей-офф «Лекйкерс» дошли до финала НБА, где снова сыграли с «Детройт Пистонс». Травмы Байрона Скотта и Мэджика Джонсона не позволили «Лейкерс» выиграть.

### 1989—1996. Закат эпохи «Шоутайма». Трофейная засуха. Эпоха Диваца
28 июня 1989 года, после 20 профессиональных сезонов, Карим Абдул-Джаббар объявил о завершении карьеры, на смену ему пришел Владе Дивац. Спустя год, Майкл Купер, лучший оборонительный игрок НБА 1987 года, решил продолжить карьеру в Европе и был отпущен по своей просьбе. «Лейкерс» в сезоне 1989-90 закончил 63-19, но, несмотря на хорошую игру в регулярном чемпионате, они проиграли со счётом 4-1 уже во втором раунде плей-офф. Райли покинул команду после окончания сезона ссылаясь на то, что он уже перегорел, на этом посту его заменил Майк Данливи. Отъезд Райли получил неоднозначную реакцию со стороны игроков. Они уважали его за вклад, но некоторые, такие как Уорти и Скотт, устали от его интенсивной работы и чувствовали, что он пытался взять на себя слишком большую заслугу в успехах команды.
Команда ещё один раз вышла в финал в 1991 году, но в пяти играх проиграла «Чикаго Буллз» ведомой Майклом Джорданом. 7 ноября 1991 года, Мэджик Джонсон объявил, что из-за положительных результатов тестирования на ВИЧ уходит из баскетбола. В своем первом сезоне без Джонсона, «Лейкерс» выиграли 43 игры, но уже в первом раунде плей-офф проиграли «Портленду» (1-3). Спустя год, одержав 39 побед в регулярном чемпионате, одержали первые две победы в первом раунде плей-офф над «Финикс Санз», и проиграли следующие две игры, а в пятом матче уже обидно проиграли в овертайме. Рэнди Пфунд было уволен, как главный тренер команды в марте 1994 года и в конечном итоге его заменил Мэджик Джонсон, который тренировал клуб с бывшим партнером по команде Майклом Купером, ставшем его ассистентом. Однако, после проигрыша в начале сезона шести из одиннадцати матчей, Джонсон решил не продолжать работу, параллельно сославшись на то, что некоторые игроки не выкладываются полностью в играх за команду. «Лос-Анджелес» закончили сезон с 10 проигрышами 33-49, не квалифицировавшись в плей-офф четвёртый раз в истории.
Следующие два сезона «Лос-Анджелес» попадал в плей-офф, но выбывал во втором и первом раундах, соответственно. Команду тренировал Дель Харрис, во главе с молодым защитниками Нике Ван Экселем и Эдди Джонсоном. Джонсон, возобновивший карьеру игрока, помог «Лейкерс» в сезоне 1995-96, они начали его 24-18 и закончили с соотношением 53-29. Статистика Мэджика была не плоха, он набирал 15,3 очка, 8,3 подбора и 6,5 передач в среднем за игру, однако после стычки с Ван Экселем, кторорый был не доволен стратегией Харриса, и проигрыша в первом раунде со счётом 4-0 от «Рокетс», Мэджик Джонсон решил окончательно завершить карьеру игрока в конце сезона.

### 1996—2004. Дуэт О’Нила и Брайанта

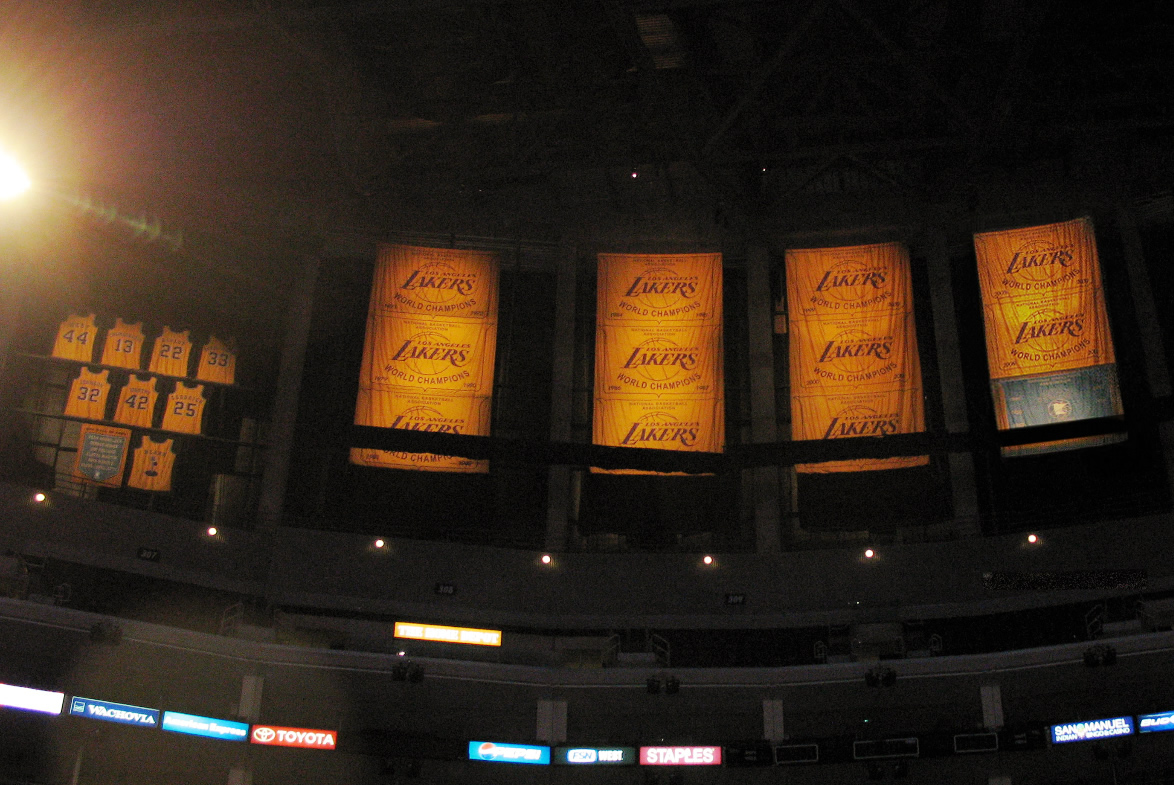
Баннеры с титулами чемпиона НБА, закрепленные номера, а также достижения команды из Миннеаполиса. Висят под сводами «Стэйплс Центра»

В межсезонье 1996 года «Лейкерс» приобрел 17-летнего Коби Брайанта из школы Лауэр Мерион в Ардморе, штат Пенсильвания, на драфте НБА, обменяв до этого 13 пик, под которым он был приобретен, на Владе Диваца в «Шарлотт Хорнетс». Также в «Лос-Анджелес» в качестве свободного агента прибыл Шакил О'Нил. Обе сделки были идеей Уэста, а О’Нил позднее отмечал: «Джерри Уэст был главной причиной, по которой я пришел в „Лейкерс“». Помимо этого под 24-м пиком был задрафтован Дерек Фишер, впоследствии ещё один ключевой игрок «Лейкерс». В течение сезона команда обменяла Седрика Себальоса в «Финикс» на Роберта Орри. О’Нил вытащил «Лейкерс» на 4-е место в конференции с лучшим показателем соотношения побед к поражениям (56-26) с сезона 1990/91, несмотря на то, что пропустил 31 игру из-за травмы колена. О’Нил в среднем набирал 26,2 очка и 12,5 подборов за игру и занял третье место в лиге по блок-шотам (2,88) в 51 игре. В плей-офф «Лейкерс» обыграли «Портленд» в первом раунде плей-офф (3-1). О’Нил набрал 46 очков в стартовой игре с «Трэйл Блэйзерс», что стало лучшим показателем в играх на вылет с 1969 года. Тогда Джерри Уэст набрал 53 очка в игре с «Селтикс». В следующем раунде «Лейкерс» проиграли «Юте Джаз» (1-4).
В сезоне 1997/98 команда во главе с О’Нилом показала лучший старт в истории лиги с одиннадцатью победами подряд. По ходу сезона О’Нил пропустил 20 игр из-за травмы брюшной полости. «Лейкерс» и «Сиэтл Суперсоникс» бились за звание чемпиона Тихоокеанского дивизиона. В концовке регулярного чемпионата команда выиграла 22 игры из 25, что позволило занять первое место в Западной конференции (61-21). В первом раунде плей-офф «Лейкерс» снова одолели «Портленд», но уже в трёх играх. В полуфинале конференции с «Сиэтлом», «Суперсоникс» выиграли стартовую игру, на что коллектив из Лос-Анджелеса ответил четырьмя победами подряд. Но в финале Запада «Лейкерс» снова были разгромлены Ютой (0-4).
В сезоне 1998/99 звездный защитник Эдди Джонс и центровой Элден Кэмпбелл были оправлены в «Шарлотт Хорнетс» в обмен на тяжелого форварда Джей Ар Рида, разыгрывающего Би Джей Армстронга и легкого форварда Глена Райса. Также в феврале после трёх поражений подряд в отставку был оправлен Харрис. Его заменил бывший игрок «Лейкерс» Курт Рэмбис. Команда неплохо финишировала (31-19) в сокращенном из-за локаута сезоне, заняв четвёртом месте в конференции. «Лейкерс» в первом раунде прошли «Хьюстон» (3-1), но уже в следующем были разгромлены «Сан-Антонио» (0-4). Четвёртый матч серии стал последней игрой на арене «Форум». «Лос-Анджелес Лейкерс» переехали на новый стадион «Стэйплс Центр».
Перед сезоном 1999/2000 Уэст был готов предложить полноценный контракт Рэмбису, но протест со стороны болельщиков и членов руководства заставил его искать более звездного тренера. В итоге в «Лос-Анджелес» прибыл экс-главный тренер «Чикаго Буллз» Фил Джексон, который, тренируя «Быков», выиграл шесть чемпионских перстней. Ему был предложен контракт с окладом в 6 млн $ в год. Джексон привел с собой ассистента Текса Уинтера, который помог установить треугольное нападение (англ. Triangle offense). Также были подписаны ветераны Брайан Шоу, Джон Салли, Рон Харпер и Эй Си Грин, который ещё играл во времена эпохи «Шоутайм» в «Лейкерс». Кроме того команда переехала на новую арену «Стэйплс Центр». По окончании сезона Райс и Грин покинули команду, а «Лейкерс» подписали Хораса Гранта.
В сезоне 2000/2001 «Лос-Анджелес Лейкерс», с признанным самым ценным игроком лиги Шакилом О’Нилом, выиграли 31 стартовую игру из 36. «Лейкерс» закончили регулярный чемпионат (67-15) с лучшим показателем с сезона 1971/72, когда они выиграли 69 матчей. В первых двух раундах плей-офф были разгромили «Сакраменто Кингз» и «Финикс Санз». Затем «Лейкерс» выиграли две стартовые игры в финале Запада у «Портленда», но проиграли следующее две. В итоге все решилось в седьмом матче серии. «ЛАЛ» проигрывали 15 очков перед четвёртой четвертью, но сделали рывок в заключительной 19-4, выиграв тем самым матч со счётом 89-84 и серию, и вышли в финал НБА. В финальной серии «Лейкерс» переиграли «Индиану», ведомую Реджи Миллером, в шести матчах (4-2) и взяли свой первый титул чемпиона с 1988 года. По окончании сезона Уэст подал в отставку с поста менеджера, после того как Джексон стал полностью контролировать деятельность команды.

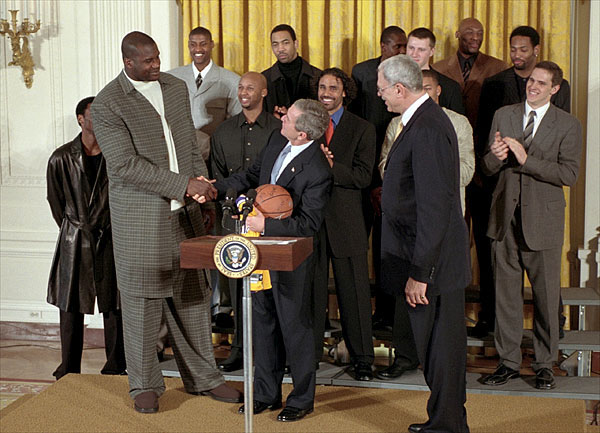
«Лейкерс» в Белом Доме, после победы в чемпионате в 2001 году.

В следующем сезоне «Лейкерс» выиграли на 11 игр меньше в регулярном чемпионате (56-26), но в первых трёх раундах плей-офф поочередно разгромили «Портленд», «Сакраменто» и «Сан-Антонио». В финале НБА 2001 года «Лос-Анджелес» встретился с «Филадельфией 76», ведомой Алленом Айверсоном. 76-е выиграли стартовую игру в овертайме, но проиграли следующие четыре. Тем самым «Лейкерс» выиграли второй титул подряд, установив лучший показатель в истории в играх на вылет (15-1).
В сезоне 2001/02 «Лейкерс» выиграли 58 игр, что позволило победить в Тихоокеанском дивизионе. В играх на вылет были разгромлены «Портленд Трэйл Блэйзерс» (3-0) и «Сан-Антонио Спёрс» (4-1). В финале Западной Конференции предстояло сыграть с «Кингз». Серия растянулась на семь игр, всё решилось в овертайме заключительной игры. «Лейкерс» вырвали победу с преимуществом в 6-очков. «ЛА Лэйкерс» вышли в Финал НБА третий год подряд, где их ждал «Нью-Джерси Нетс», не оказавший должной борьбы (4-0). О’Нил был признан самым ценным игроком финала третий раз подряд, что до этого удавалось только Майклу Джордану. Тем самым он стал лишь вторым игроком в истории ассоциации, выигравшим три раза подряд данную награду.
«Лейкерс» плохо стартовали (11-19) в сезоне 2002/03, но выправили ситуацию к концу регулярного чемпионата, что в итоге позволило финишировать пятыми в конференции (50-32). В первом раунде плей-офф команда переиграла «Миннесоту Тимбервулвз» (4-2), но в полуфинале конференции, также в шести играх, проиграла «Сан-Антонио Сперс» (2-4).
В следующем сезоне команда стала объектом нападков СМИ из-за сексуального скандала Коби Брайанта. Перед началом чемпионата были подписаны Карл Мэлоун из «Юты», дважды признанный самым ценным игроком лиги, а также признанный лучшим защитником лиги 1996 года Гэри Пэйтон из «Сиэтла». Однако образованная «большая четверка» весь сезон боролась с травмами: О’Нил страдал от болей в голени, у Мэлоуна была травма колена, а у Брайанта — плеча. «Лейкерс» хорошо начали сезон (18-3), заняв 2 место в конференции (56-26) и выиграв тем самым Тихоокеанский дивизион. В первых трёх раундах плей-офф были обыграны «Рокетс» (4-1), «Спёрс» (4-2) и «Тимбервулвз» (4-2), но в финале «Лейкерс» сенсационно проиграли «Детройт Пистонс» в пяти матчах (1-4).
В течение межсезонья 2004 года «Лейкерс» начали строить новую команду. О’Нил был обменян в Майами на Ламара Одома, Брайана Гранта, Кэрона Батлера и пик первого раунда драфта (на драфте НБА 2006 года «Лейкерс» выбрали под 26-м номером Джордана Фармара). СМИ же приписали данному обмену, как мотивирующему фактору, вражду между Брайантом и О’Нилом. По окончании сезона свой пост покинул Фил Джексон. Он написал книгу о сезоне 2003/04, в которой подвергнул резкой критике Брайанта, назвав его «Антиигроком». Руководство «Лейкерс» перед её релизом заявило, что в книге содержится целый ряд недочётов.

### 2004—2016: Коби Брайант

#### 2004—2007. Перестройка
Перед началом сезона 2004/05 «Лейкерс» обменяли Рики Фокса и Гэри Пэйтона в «Бостон» на Криса Мима, Маркуса Бэнкса и Чаки Эткинса. Дерек Фишер, разочарованный потерей игрового времени, отказался продлевать контракт и перешел в «Уорриорз». На посту главного тренера Фила Джексона заменил Руди Томьянович. 13 февраля, просидев первую половину сезона на скамейке запасных, о завершении карьеры игрока объявил Карл Мэлоун. Под руководством Томьяновича результаты команды были плохими (22-19), и он ушел с поста главного тренера из-за проблем со здоровьем. Ассистент Томьяновича, Фрэнк Гамблин, был назначен исполняющим обязанности главного тренера на оставшуюся часть сезона. Помимо этого проблемы продолжились сыпаться на команду. Так настигли травмы лидеров «Лейкерс»: Брайанта (голеностоп) и Одома (плечо). В итоге команда неудачно закончила сезон (34-48), пропустив пятый плей-офф в своей истории.
На 10 пике драфта «Лос-Анджелес Лэйкерс» выбрали Эндрю Байнума, центрового Школы Святого Иосифа в Плейнсборо, Нью-Джерси. Команда также обменивает Кэрона Батлера и Чаки Эткинса в «Вашингтон Уизардс» на Кваме Брауна и Ларона Профита. Фил Джексон вернулся, чтобы возглавить команду. 22 января 2006 года Брайант набрал 81 очко против «Торонто Рэпторс», второй результат в истории НБА после Уилта Чемберлена (100 очков за матч). Окончив сезон с результатом 45-37, команда вернулась в плей-офф после года отсутствия. В первом раунде «Лейкерс» уступил «Финикс Санз» в серии из 7 матчей (3-4).
В следующем сезоне команда выиграла 26 раз в первых 39 играх, но затем проиграла 27 раз в оставшихся 43 играх, установив серию из семи поражении подряд. По результатам сезона (42-40) «Лейкерс» попали в плей-офф, где в первом раунде им предстояло вновь встретиться с «Санз». Серия не вышла упорной и закончилась в 5 играх (1-4) в пользу Финикса. Столкнувшись с неспособностью команды продвинуться в плей-офф, Брайант потребовал обмена в межсезонье. Но Басс смог договориться с Коби, и обмен не состоялся.

#### 2007—2011. Возвращение титула

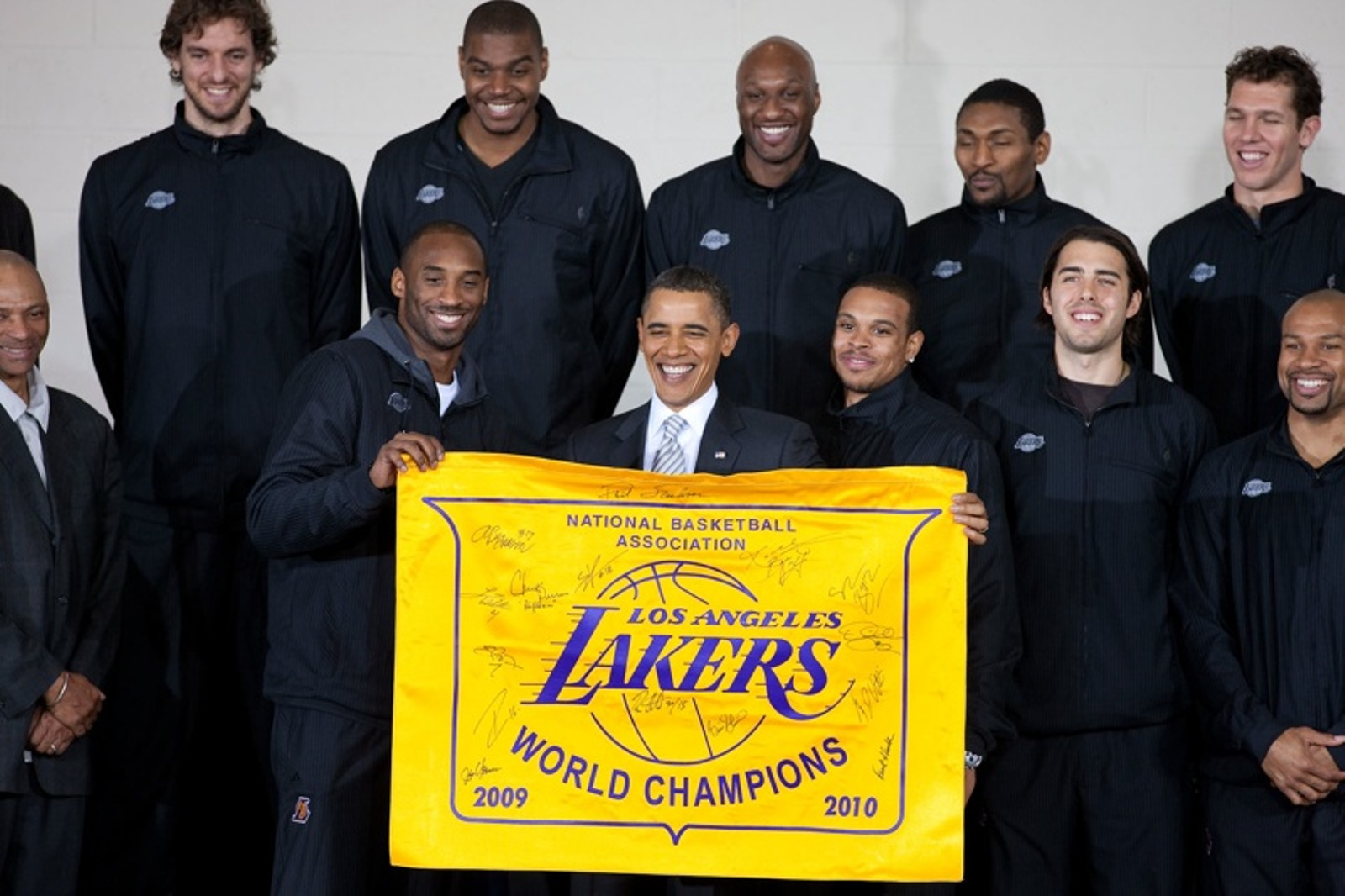
«Лейкерс» с Бараком Обамой после чемпионства НБА 2010

После возвращения Дерека Фишера, «ЛА Лейкерс» начали сезон 2007/08 с результатом 25-11. В январе центровой Эндрю Байнум, который к тому моменту был лучшим по проценту попадания с игры в лиге, получил травму колена, выбыв на год. 1 февраля команду пополнил тяжелый форвард Пау Газоль из «Мемфис Гриззлис». Закончив сезон со счетом 57-25, «Лейкерс» заняли первое место в Западной конференции. Брайант был признан MVP лиги, став первым игроком «ЛАЛ» завоевавшим эту награду с 2000 года. В плей-офф команда миновала «Наггетс» в четырёх играх (4-0), «Джаз» в шести (4-2) и действующего чемпиона НБА «Спёрс» в пяти (4-1), но финале проиграла серию «Селтикс» (2-4).
Сезон 2008/09 «Лос-Анджелес Лейкерс» закончили с разницей побед к поражениям 65-17 — лучшим показателем в Западной конференции. В плей-офф «Лейкерс» поочередно победил «Юту» (4-1), «Хьюстон» (4-3) и «Денвер» (4-2), выиграв Западную Конференцию и выйдя в финал НБА второй год подряд. В финале команда из Лос-Анджелеса выиграла свой пятнадцатый чемпионский титул, победив «Орландо Мэджик» (4-1). Брайант был признан MVP финала, впервые в своей карьере.
«Лейкерс» обменяли Тревора Ариза на Рона Артеста (ныне Метта Уорлд Пис) и закончили 2009/10 сезон с лучшими показателями в Западной конференции в третий раз подряд (57-25). 13 января 2010 года Лос-Анджелес стал первой командой в истории НБА, выигравшей 3000 игр регулярного сезона, победив «Даллас Маверикс»100-95. Они победили «Оклахому-Сити Тандер», «Юту Джаз» и «Финикс Санз» в плей-офф Западной конференции. В финале «Лейкерс» играли с «Бостон Селтикс» 12-й раз. Команда сплотилась, отставая на 13 очков в четвёртой четверти седьмой игры, и смогла победить «Селтикс». Эта победа стала 16-м титулом НБА и 11 с момента переезда в Лос-Анджелес. Брайант был назван MVP финала второй год подряд.
После долгих размышлений главный тренер Фил Джексон вернулся в 2010/11 сезоне. В плей-офф «Лейкерс» победили «Нью-Орлеан Хорнетс» в первом раунде, но уже во втором раунде они были разгромлены «Далласом Маверикс» в четырёх играх. По окончании сезона было объявлено, что Джексон покинет «Лейкерс» и не вернется на пост главного тренера.

#### 2011—2016. После Джексона
25 мая 2011 года после ухода Джексона команду возглавил бывший главный тренер «Кливленд Кавальерс» Майк Браун.
Перед началом сезона 2011/12 «Лейкерс» обменяли Ламара Одома на драфт-пик в «Даллас» и подписали Джоша Макробертса, Джейсона Kaпоно и Троя Мерфи. «Лос-Анджелес» выбрал на драфте Дариуса Морриса, Эндрю Гаудлака, Чуквудиебере Мадуабуму и Атера Маджока, но Чуквудиебере Мадуабума был обменян на второй пик следующего драфта в «Денвер Наггетс». Во время локаута в НБА Атер Маджок играл за «БК СПУ Нитра» в Словакии. Также был обменян и Дерек Фишер на Джордана Хилла в «Хьюстон Рокетс». Кроме того в «Кливленд Кавальерс» были обменяны Люк Уолтон вместе с Джейсоном Капоно и пик драфта 2012 года в первом раунде, на Рамона Сешнса и Кристиана Эйенгу.
«Лос-Анджелес Лейкерс» вышли в плей-офф с 3-го места, где переиграли «Денвер Наггетс» в семи матчах первого раунда. «Лейкерс» закончили сезон 2011/12 уже в следующем раунде после поражения от «Оклахома-Сити Тандер», в пяти матчах.
4 июля 2012 года, Стив Нэш был обменян в «Лейкерс» за 4 пика драфта: в 2013 и 2015 на первые раунды, 2013 и 2014 на вторые раунды, и $ 3 миллиона долларов. Обмен был официально закончен 11 июля 2012 года. 10 августа 2012 года, Дуайт Ховард перешел в «Лейкерс», в результате четырёхстороннего обмена. 9 ноября 2012 года, был уволен главный тренер «Лейкерс», Майкл Браун, по причине плохих результатов команды, соотношением побед 1-4, трех подряд поражений и 11 подряд с учётом предсезонных игр (0-8). Временно исполнял обязанности главного тренера, ассистент Брауна, Берни Бикерстафф. Под его руководством команда одержала 4 победы в 5 играх. 12 ноября, тренером команды был назначен Майкл Д’Антони. 18 февраля 2013 года владелец «Лейкерс» Джерри Басс умер от рака в возрасте 80 лет. Команда закончила регулярный сезон с соотношением побед 45-37, что являлось худшим результатом с сезона 2006/07. «Лейкерс» закрепились в зоне плей-офф лишь благодаря победе над «Хьюстон Рокетс» в заключительном матче сезона 16 апреля 2013 года, заняв седьмое место в Западной конференции. Весь сезон «Лейкерс» боролись с чередой травм, самой заметной из которых стал разрыв ахиллова сухожилия у Коби Брайанта, который завершил свой сезон после 78 игр в регулярном чемпионате. В первом раунде плей-офф «Лейкерс» проиграли «Сан-Антонио Спёрс». Несмотря на неудачный сезон, Коби Брайант занял четвёртое место в списке лучших снайперов НБА в матче против «Сакраменто Кингз» 30 марта 2013, опередив легенду «Лейкерс» Уилта Чемберлена.
8 декабря 2013 года Брайант провёл свой первый матч после травмы. Однако 17 декабря 2013 года он получил перелом кости в колене и выбыл до конца сезона. 25 марта 2014 года «Лейкерс» набрали 51 очко в третьей четверти против «Нью-Йорк Никс», что стало самым большим количеством очков, набранных за четверть в истории франшизы. «Лейкерс» пропустили плей-офф НБА впервые с 2005 года, во второй раз за последние два десятилетия и всего в шестой раз в истории франшизы. 30 апреля 2014 года Майк Д’Антони подал в отставку с поста главного тренера после сезона с соотношением побед 27-55.
Проведя большую часть межсезонья без главного тренера, «Лейкерс» назначили новым главным тренером своего бывшего игрока Байрона Скотта. После окончания сезона он был первым кандидатом на эту должность. 28 июля 2014 года Байрон Скотт подписал многолетний контракт с «Лейкерс».
В первой игре сезона 2014/15 Джулиус Рэндл, выбранный под 7-м номером на драфте 2014 года, получил перелом ноги, что стало завершением его первого сезона в НБА. «Лейкерс» начали сезон, проиграв 10 из первых 16 матчей. Сыграв всего 35 матчей, Коби Брайант порвал вращательную манжету плеча, выбыв до конца сезона. Ник Янг также был вынужден завершить сезон с переломом коленной чашечки, оставив команду с соотношением побед 14-41. В оставшейся части сезона Байрон Скотт дал больше игрового времени новичку Джордану Кларксону. Кларксон, выбранный под общим 46-м номером на драфте 2014 завершил свой первый сезон в НБА, набрав в среднем за игру 11,9 очка, 3,2 подбора, 3,5 передачи и 44,8 % трёхочковых. «Лейкерс» завершили сезон с соотношением побед 21-61, что стало 4-м худшим соотношением в Лиге и на тот момент худшим в истории франшизы.
На драфте 2015 года «Лейкерс» выбрали под общим вторым номером Д’Анджело Расселла. 30 ноября 2015 года Брайант объявил, что завершит карьеру по окончании сезона после 20 сезонов в команде. В последнем сезоне Брайанта команда пропустила плей-офф третий раз подряд, завершив регулярный сезон с соотношением побед 17-65, худшим в истории франшизы.

### 2016—2018. После Брайанта

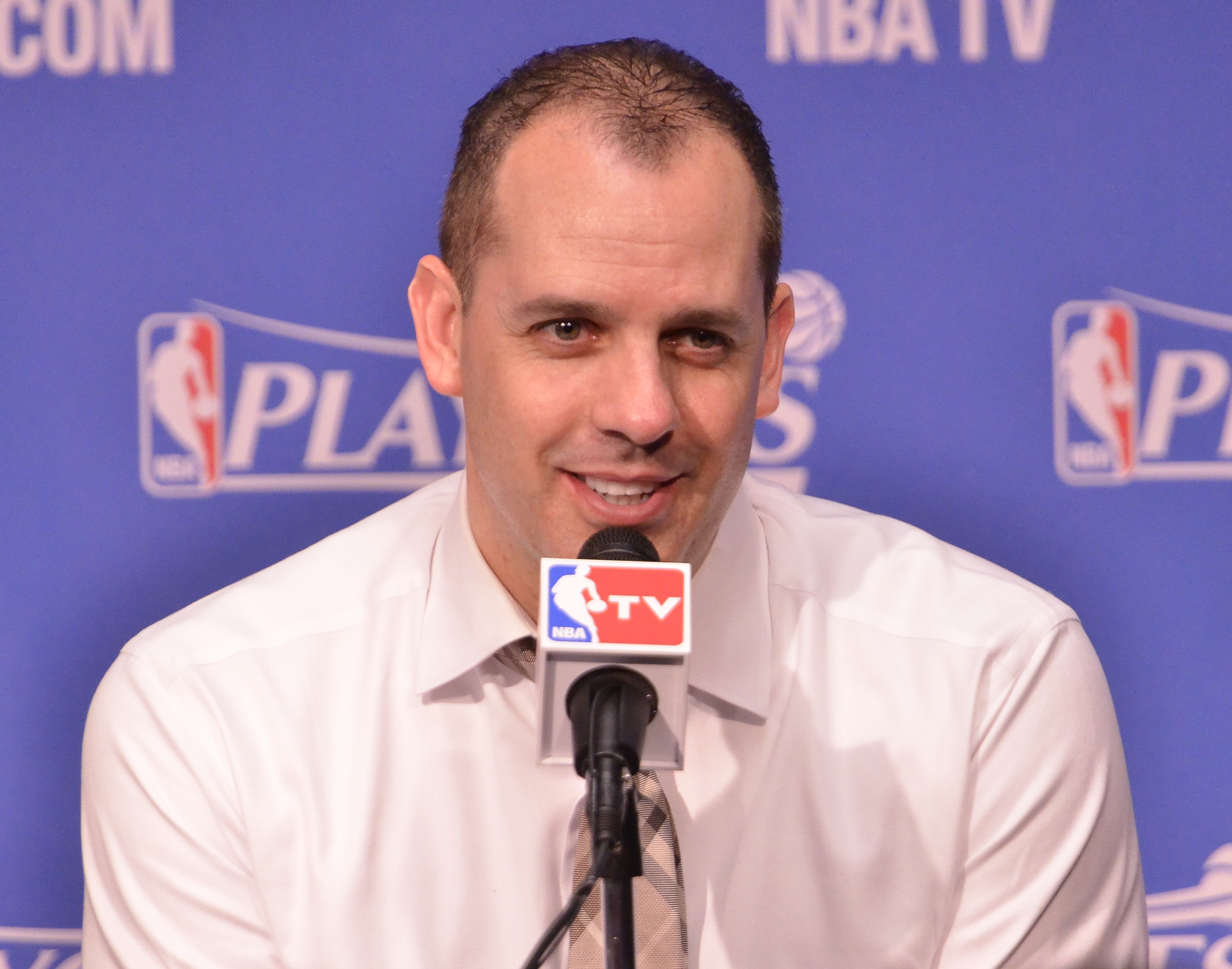
Фрэнк Вогель — главный тренер «Лейкерс», приведший команду к титулу в 2020 году

24 апреля 2016 года «Лейкерс» объявили, что не будут продлевать контракт с Байроном Скоттом на следующий сезон. 29 апреля «Лейкерс» назначили новым главным тренером другого бывшего игрока команды Люка Уолтона. На тот момент Уолтон занимал должность помощника тренера в «Голден Стэйт Уорриорз», выступавшем в плей-офф, и поэтому не мог приступить к своим обязанностям в «Лейкерс» до конца сезона для «Уорриорз». На драфте 2016 года «Лейкерс» выбрали под общим вторым номером Брэндона Ингрэма.
21 февраля 2017 года «Лейкерс» уволили генерального менеджера Митча Купчака, на его место был назначен Мэджик Джонсон. Владелец команды Джини Басс также объявила об отстранении своего брата, Джима Басса, от должности исполнительного вице-президента. 7 марта 2017 года новым вице-президентом «Лейкерс» стал Роб Пелинка, подписавший с клубом пятилетний контракт. На драфте 2017 года «Лейкерс» выбрали под общим вторым номером Лонзо Болла. «Лейкерс» также произвели обмен с командой «Бруклин Нетс», заполучив Кайла Кузму, выбранного «Нетс» под общим 27-м номером на драфте, и Брука Лопеса в обмен на Д’Анджело Расселла и Тимофея Мозгова. Кроме того, «Лейкерс» произвели обмен с командой «Юта Джаз», заполучив 30-й номер драфта Джоша Харта и 42-й номер драфта Томаса Брайанта в обмен на Тони Брэдли, выбранного под общим 28-м номером.

### 2018—настоящее время: Леброн Джеймс

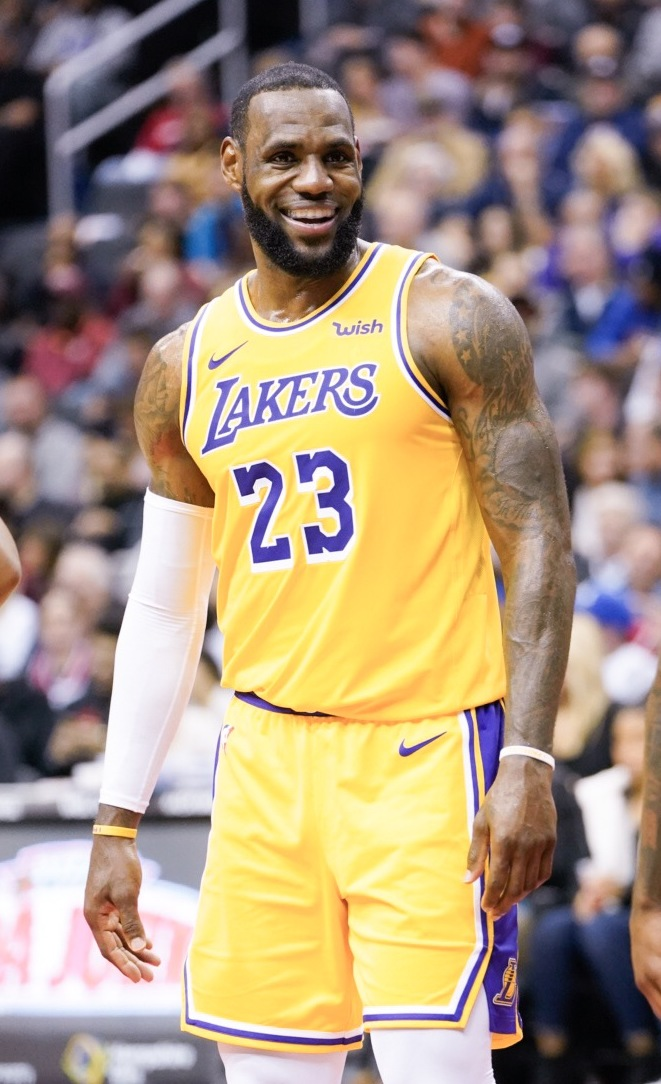
Леброн Джеймс в 2018

#### 2018: Приход Леброна Джеймса
9 июля 2018 года «Лейкерс» подписали четырёхлетний контракт с Леброном Джеймсом на сумму 154 миллиона долларов.
9 апреля 2019 года Джонсон ушел с поста генерального менеджера, а два дня спустя «Лейкерс» расстались с главным тренером Уолтоном после того, как команда шестой год подряд не смогла выйти в плей-офф.

#### 2019—настоящее время: Джеймс и Дэвис
13 мая Фрэнк Вогель был назначен главным тренером «Лейкерс». На драфте 2019 года «Лейкерс» получили право выбора под общим 4-м номером. 6 июля 2019 «Лейкерс» приобрели у «Нью-Орлеан Пеликанс» Энтони Дэвиса в обмен на Болла, Ингрэма, Харта и три драфт-пика в первом раунде, включая общий 4-й номер на драфте 2019.
После приостановки сезона НБА 2019/20 «Лейкерс» стали одной из 22 команд, приглашённых в «пузырь» НБА для участия в финальных 8 матчах регулярного чемпионата. Команда завершила регулярный чемпионат, одержав 52 победы и потерпев 19 поражений. 3 августа 2020 года после победы над «Денвер Наггетс» «Лейкерс» впервые за 10 лет стали победителями Западной конференции. В рамках плей-офф НБА, который проходил в «пузыре», «Лейкерс» стали чемпионами НБА, одержав в финале победу над «Майами Хит» со счётом 4-2. Игрок «Лейкерс» Леброн Джеймс в четвёртый раз был признан MVP финала НБА. Эта победа стала 17-й для «Лейкерс» в истории, по этому показателю они сравнялись с «Бостон Селтикс». Основная владелица «Лейкерс» Джини Басс, которая заняла эту должность в 2017 году, также стала первой женщиной-владельцем команды НБА, одержавшей победу в финале.
В межсезонье в 2021 году в «Лейкерс» перешли несколько ветеранов, самым громким переходом стал трансфер Расселла Уэстбрука в ходе обмена с «Вашингтон Уизардс». Кайл Кузма и многие другие молодые игроки покинули команду. Помимо Уэстбрука состав «озёрников» пополнили Кармело Энтони, Деандре Джордан, а также вернулись бывшие игроки «Лейкерс» Уэйн Эллингтон, Тревор Ариза, Дуайт Ховард и Рэджон Рондо. Любимец болельщиков Алекс Карусо покинул команду и подписал контракт с «Чикаго Буллз», также команду покинул ветеран Джаред Дадли.
Команда неожиданно хорошо выступила в плей-офф 2023 года, выйдя в финал Западной конференции, где была побеждена будущим чемпионом «Денвер Наггетс».
9 декабря 2023 года «Лейкерс» выиграли первый Внутрисезонный турнир НБА, победив «Индиану Пэйсерс» в финальной игре. Джеймс был назван MVP первого турнира. Клуб закончил сезон 2023/2024 со результатом 47–35 и победили «Нью-Орлеан Пеликанс» в плей-ин, в борьбе за право выйти в плей-офф в качестве седьмого участника.
24 июня 2024 года Джей Джей Редик был назначен на должность главного тренера команды.
27 июня 2024 года «Лейкерс» выбрали Бронни Джеймса, сына Леброна, под 55-м пиком на драфте НБА 2024 года, сформировав первый дуэт отца и сына в истории НБА.
23 октября 2024 года клуб вошел в историю НБА, став первой командой, в которой одновременно сыграли отец и сын (Леброн Джеймс и Бронни Джеймс), обыграв «Миннесоту Тимбервулвз» в первом матче сезона.

## Принципиальные соперники

### Бостон Селтикс
Соперничество между «Бостон Селтикс» и «Лос-Анджелес Лейкерс» включает в себя две самые легендарные серии в истории Национальной баскетбольной ассоциации (НБА). Они стали самым известным противостоянием в НБА. Эти две команды встречались рекордные двенадцать раз в финалах НБА, начиная с их первой встречи в финале 1959 года. Они доминировали в лиге в 1960-х и 1980-х годах, встречались друг с другом шесть раз в 60-х годах и три раза в 80-х годах.
Соперничество стало менее интенсивным после завершения карьеры Мэджиком Джонсоном и Ларри Бёрдом в начале 1990-х годов, но в 2008 году оно вновь возродилось между «Селтикс» и «Лейкерс», когда команды встретились в финале НБА, впервые с 1987 года. «Селтикс» выиграл серию 4—2. Они встретились в очередной раз в 2010, на этот раз «Лейкерс» победили в 7-и играх. 

### Детройт Пистонс
Соперничество между «Лейкерс» и «Пистонс» началось в конце 1980-х годов:228. Команды трижды встречались друг с другом в финальных сериях плей-офф НБА. В 1988 году победу в семи матчах одержали «Лейкерс», а в 1989 году «Пистонс» в четырёх матчах.
Соперничество вновь вспыхнуло в начале 2000-х годов, когда обе команды сошлись друг с другом в финале НБА 2004 года, который «Пистонс» выиграли в пяти матчах.

### Лос-Анджелес Клипперс
Соперничество между «Лейкерс» и «Клипперс» уникально тем, что это единственные команды НБА, которые делят одну арену. Это также одно из двух внутригородских соперничеств в НБА, другим из которых является противостояние между Нью-Йорк Никс и Бруклин Нетс.
Болельщики из Лос-Анджелеса исторически отдавали предпочтение «Лейкерс». Некоторые утверждают, что термин «противостояние» неточен до тех пор, пока «Клипперс» не станут более успешными.

### Сан-Антонио Спёрс
«Сан-Антонио Спёрс» и «Лос-Анджелес Лейкерс» представляют Западную Конференцию НБА, они играют друг с другом с 1970-х годов. На рубеже веков, возникло острое соперничество между двумя клубами, за звание лучшей команды Запада тех лет. С 1999 команды встречались в плей-офф НБА пять раз, а сами клубы суммарно сыграли в семи финалах НБА подряд (1999—2005 год). Помимо этого, суммарно выиграли все чемпионаты с 1999 по 2003 год. «Спёрс» побеждали в финалах НБА в 1999, 2003, 2005 и 2007; а «Лейкерс» в 2000, 2001, 2002 и 2009, 2010. В то время, противостояние между ними считалось главным соперничеством в лиге и каждый раз когда клубы встречались в плей-офф, победитель неизменно играл в финале НБА. Соперничество стихло в период с 2005 по 2007 год, когда «Лейкерс» пропустили плей-офф в 2005 и проиграли в первом раунде «Финикс Санз» в 2006 и 2007 году. Но противостояние возобновилось в 2008, когда они встретились в финале Западной конференции. Финал стал одним из самых памятных в 2000-х, обе команды суммарно выиграли шесть титулов за восемь сезонов в Западной конференции.

## Владельцы, финансовая история и фанаты
Бен Берджер и Моррис Челфен приобрели команду НБЛ «Детройт Джемс» за $ 15 тыс., перевезли её в Миннеаполис и сменили название на «Лейкерс». Макс Уинтнер выкупил треть акции клуба в первые годы существования франшизы и продал свою долю Майкену в 1954 году. Бергер, приобретя акции Майкена в 1956 году, завладел контрольным пакетом (2/3). После завершения карьеры Майкена, посещаемость резко снизилась. В результате чего команда теряла значительную часть средств в течение нескольких сезонов, что привело к решению собственников выставить команду на продажу в 1957 году. Марти Марион, бывший бейсболист и менеджер, и его деловой партнер Милтон Фишман пытались купить команду, с целью переезда клуба в Канзас-Сити. Майкен предложил заложить свой дом в попытке выкупить команду и сохранить клуб в Миннесоте. Однако, «Лейкерс» были проданы группе инвесторов во главе с Бобом Шорти. Команда была продана инвесторам Шорти с соглашением, что он не будет перевозить команду в Канзас-Сити, а сохранит в Миннесоте. Собственность группы, которая состояла из 117 предприятий Миннесоты и частных лиц, собрала в общей сложности $ 200,000 на покупку — $ 150,000 на покупку команды и $ 50,000, чтобы она заработала. К 1958 Шорти стал владельцем 80 % акции, путём выкупа его партнеров, но команда барахталась. Посещаемость осталась малой, и НБА создал «Лейкерс» «финансовое испытание», сообщив им, что если они не смогут реализовать определённую квоту на продажу билетов, команда может быть выкуплена и переедет в другое место. Шорти был вынужден перевезти команду в Лос-Анджелес в 1960 году. Клуб потерял $ 60,000 в первой половине сезона 1959-60, один из руководителей НБА изначально голосовал против переезда (7-1). Когда Шорти узнал, что он может быть заменен новой командой в Лиге, руководство провело повторное голосование в тот же день и позволило переезду свершиться (8-0). С помощью силы власти Бейлора, и нового местоположения, финансовая составляющая команды улучшилась, когда они переехали в Лос-Анджелес. Шорти продал команду владельцу «Вашингтон Редскинз» и издателю Джеку Кент Куку в 1965 году, за рекордную сумму на тот момент в Лиге, $ 5 175 000. Шорти настаивал на том, чтобы сделка проводилась наличностью, так как он опасался Кука, поэтому охранники перевозили деньги в коробке из одного банка в Нью-Йорке в другой.

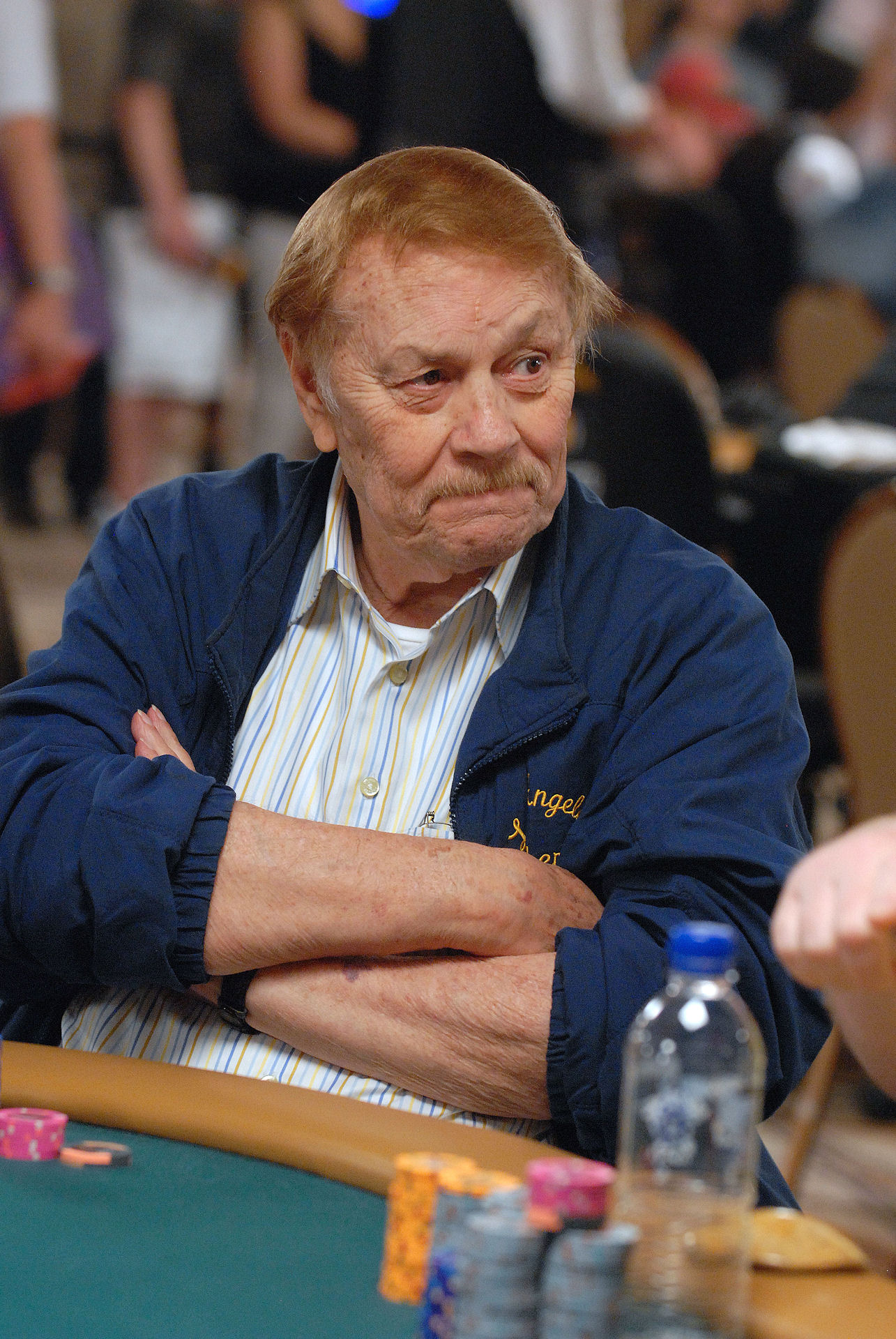
Джерри Басс владел командой с 1979 г. до своей смерти в 2013 г.

Кук был более практичным владельцем, чем Шорти и, пересмотрев деятельность команды, лично финансировал строительство «Форума» в 1967 году на сумму $ 16,5 млн. Он владел командой до 1979 года, когда он продал «Форум» и некоторую недвижимость команде НХЛ «Лос-Анджелес Кингз», а также саму команду основному владельцу Джерри Бассу за $ 67 миллионов. Кук был вынужден продать команду, так как он проходил дорогостоящий развод. Басс был местным инженером-химиком из университета Южной Калифорнии, а в итоге нашёл себя в сфере недвижимости и сумел разбогатеть на этом. Филипп Аншутц купил долю в команде в 1998 году, а также до октября 2010 года Мэджик Джонсон был крупнейшим миноритарным акционером. Басс начал тенденцию, позволив спонсорам добавлять своё название на название арены команды, так он переименовал «Форум» в («Great Western Forum» — «Грейт Вестерн Форум») в 1988 году. В 2009 году основными спонсорами включая Verizon Wireless, Toyota, Anheuser-Busch, American Express и Carl's Jr., средняя цена на билет команды была самой высокой в НБА — $ 113. Пищевая компания Jack in the Box другой главный спонсор, которая регулярно проводит акции, раздавая болельщикам команды присутствующим на домашних играх купон на два свободных посещенния, если «Лейкерс» одерживает победу набирая больше 100 очков. Компания рекламирует себя в перерывах показывая рекламу на KCAL-TV и Fox Sports West на играх «Лейкерс».
Учитывая близость команды к Голливуду, число поклонников включает в себя множество знаменитостей, многих из которых можно увидеть на домашних играх в «Стэйплс Центре». Например, Джек Николсон посещает игры с 1970 года и режиссёры проводят съемки около домашней арены «Лейкерс». С 2002 по 2007 год средняя посещаемость была чуть более 18 900 за игру, что помогло войти в десятку самых посещаемых команд НБА. Песня Red Hot Chilli Peppers «Мэджик Джонсон» из альбома 1989 года Mother's Milk является данью уважения к бывшему разыгрывающему, а фронтмена Энтони Кидиса и басиста Майкла «Фли» Балзари часто можно увидеть на домашних играх. Команда стала самой посещаемой в лиге, в сезоне 2007-08. В 2010 году «Лос-Анджелес Лейкерс» стала самой популярной командой по реализации своей атрибутики в НБА, и футболок с надписью Брайант среди всех игроков лиги.

## Названия, логотип и форма
«Лейкерс» названы в честь в честь прозвища штата («Land of 10,000 lakes» — с англ. — «Земля 10 тысяч озёр»), где базировалась команда). Цветами команды являются фиолетовый, золотой и белый. Логотип состоит из названия команды «Лос-Анджелес Лейкерс», написанного фиолетовым цветом с золотыми краями букв. Фиолетовая форма является выездной, золотая — домашней. Также у команды есть третья, белая форма, которая используется для воскресных и праздничных домашних игр.

## Сезоны
«Лос-Анджелес Лейкерс» основаны в 1946 году, команда пропустила всего 6 раз плей-офф. Команда 17 раз была чемпионом НБА и 15 раз проигрывала в финалах. 8 из этих финалов приходятся на 80-е годы. Наилучшее соотношение побед к поражениям было в сезоне 1971/72 (69-13), наихудший результат в сезоне 2015/16 (17-65). «Лейкерс» является одной из трех команд, которая не проиграла 60 и более игр за сезон, наряду с «Нью-Йорк Никс» и «Новый Орлеан/Юта Джаз».

### Последние сезоны
И = Сыграно матчей, В = Выиграли, П = Проиграли, % = Процент выигранных матчей
| Сезон   | И  | В  | П  | %    | Место в дивизионе | Плей-офф                                                |
| 2020/21 | 72 | 42 | 30 | .583 | 3-е               | Проиграли в первом раунде «Финикс Санз» (2-4)           |
| 2021/22 | 82 | 33 | 49 | .402 | 4-е               | Не участвовали                                          |
| 2022/23 | 82 | 43 | 39 | .524 | 5-е               | Проиграли в финале конференции «Денвер Наггетс» (0-4)   |
| 2023/24 | 82 | 47 | 35 | .573 | 3-е               | Проиграли в первом раунде «Денвер Наггетс» (1-4)        |
| 2024/25 | 82 | 50 | 32 | .610 | 1-е               | Проиграли в первом раунде «Миннесоте Тимбервулвз» (1-4) |

## Рекорды клуба в НБА
Большинство личных индивидуальных рекордов команды, принадлежит Кариму Абдулу-Джаббару. Такие как наибольшее количество лет проведённых за команду, по наибольшему количеству игр, второе место по количеству проведенных подряд минут на паркете. Мэджик Джонсон является лучшим распасовщиком в истории клуба, ему принадлежат рекорды по количеству передач за карьеру (10 141), наибольшее количество передач за игру (24) и по количеству передач за игру в среднем (13,1). Также Мэджик совершил наибольшее количество трипл-даблов (138), следующий игрок по этому показателю, Коби Брайант с 20.

## Домашняя арена
«Лейкерс» проводит свои домашние игры на стадионе «Crypto.com-арена» (в 1999—2021 годах — «Стейплс-центр»), который расположен на улице LA Live в Лос-Анджелесе. Стадион был открыт осенью 1999 года и вмещает до 19 060 на играх «Лейкерс».
«Crypto.com-арена» также является домашний ареной для команды НБА «Лос-Анджелес Клипперс», женской команды WNBA «Лос-Анджелес Спаркс», и команды НХЛ «Лос-Анджелес Кингз». Арена принадлежит и управляется компанией AEG и L.A. Arena Company. До переезда на «Crypto.com-арена», в течение 32 сезонов (1967—1999), «Лейкерс» играли свои домашние игры на «Форуме» в Инглвуде, Калифорния, расположенный примерно в десяти милях к юго-западу от нынешней домашней арены «Crypto.com-арена». В 1999 году игры предсезонной подготовки к НБА, «Лос-Анджелес» играл домашние игры на «Форуме», прежде чем официально переехал в «Стэйплс Центр». В одном из очередных матчей предсезонной подготовки против «Голден Стэйт Уорриорз», 9 октября 2009 года, была открыта новая арена («Стэйплс Центр»), в честь 50-го сезона команды из Лос-Анджелеса.
В первые семь лет в Лос-Анджелесе, команда играла свои домашние матчи в «Лос-Анджелес Мемориал-Спорт-Арена», к югу от города Лос-Анджелес, в то время как в Миннеаполисе, команда играла свои домашние матчи на «Миннеаполис Аудиториум», с 1947 по 1960 год.

## Текущий состав
| \| Поз. \| № \| Гражд. \| Имя \| Рост \| Вес \| Откуда \| \| ---- \| -- \| ---------- \| ------------------ \| ------ \| ------ \| -------------------------------- \| \| Ф \| \| ! \| Эрик Диксон \| 203 см \| 116 кг \| Вилланова \| \| Ф \| 1 \| ! \| Аду Тьеро \| 198 см \| 98 кг \| Арканзас \| \| Ф \| 2 \| ! \| Джарред Вандербилт \| 203 см \| 97 кг \| Кентукки \| \| З/Ф \| 4 \| ! \| Далтон Кнехт \| 198 см \| 98 кг \| Теннесси \| \| З \| 7 \| Нигерия ! \| Гэйб Винсент \| 188 см \| 91 кг \| Санта-Барбара \| \| З \| 9 \| ! \| Бронни Джеймс \| 191 см \| 95 кг \| Южная Калифорния \| \| Ц \| 10 \| Камерун ! \| Кристиан Колоко \| 213 см \| 100 кг \| Аризона \| \| Ф/Ц \| 11 \| ! \| Джексон Хейз \| 213 см \| 100 кг \| Техас \| \| Ф \| 14 \| Германия ! \| Макси Клебер \| 208 см \| 109 кг \| Германия \| \| З \| 15 \| ! \| Остин Ривз \| 196 см \| 89 кг \| Оклахома \| \| З \| 20 \| ! \| Шейк Милтон \| 196 см \| 93 кг \| ЮМУ \| \| Ф \| 23 \| ! \| Леброн Джеймс \| 206 см \| 113 кг \| Сент-Винсент — Сент-Мэри (Огайо) \| \| Ц \| 27 \| Украина ! \| Алексей Лень \| 213 см \| 113 кг \| Мэриленд \| \| Ф \| 28 \| Япония ! \| Руй Хатимура \| 203 см \| 104 кг \| Гонзага \| \| З \| 30 \| ! \| Джордан Гудвин \| 196 см \| 100 кг \| Сент-Луис \| \| Ц \| 55 \| ! \| Трей Джемисон \| 208 см \| 118 кг \| Алабама \| \| З/Ф \| 77 \| Словения ! \| Лука Дончич \| 198 см \| 104 кг \| Словения \| \| Ф \| 88 \| ! \| Маркифф Моррис \| 206 см \| 111 кг \| Канзас \| | Главный тренер - Джей Джей Редик Ассистенты тренера - Боб Бейер - Скотт Брукс - Линдси Хардинг - Бу Ливек - Нейт Макмиллан - Грег Джин Состав • Переходы Последнее изменение: 1 июля 2025 года |            |                    |        |        |                                  |
| Поз. | № | Гражд.     | Имя                | Рост   | Вес    | Откуда                           |
| Ф | | !          | Эрик Диксон        | 203 см | 116 кг | Вилланова                        |
| Ф | 1 | !          | Аду Тьеро          | 198 см | 98 кг  | Арканзас                         |
| Ф | 2 | !          | Джарред Вандербилт | 203 см | 97 кг  | Кентукки                         |
| З/Ф | 4 | !          | Далтон Кнехт       | 198 см | 98 кг  | Теннесси                         |
| З | 7 | Нигерия !  | Гэйб Винсент       | 188 см | 91 кг  | Санта-Барбара                    |
| З | 9 | !          | Бронни Джеймс      | 191 см | 95 кг  | Южная Калифорния                 |
| Ц | 10 | Камерун !  | Кристиан Колоко    | 213 см | 100 кг | Аризона                          |
| Ф/Ц | 11 | !          | Джексон Хейз       | 213 см | 100 кг | Техас                            |
| Ф | 14 | Германия ! | Макси Клебер       | 208 см | 109 кг | Германия                         |
| З | 15 | !          | Остин Ривз         | 196 см | 89 кг  | Оклахома                         |
| З | 20 | !          | Шейк Милтон        | 196 см | 93 кг  | ЮМУ                              |
| Ф | 23 | !          | Леброн Джеймс      | 206 см | 113 кг | Сент-Винсент — Сент-Мэри (Огайо) |
| Ц | 27 | Украина !  | Алексей Лень       | 213 см | 113 кг | Мэриленд                         |
| Ф | 28 | Япония !   | Руй Хатимура       | 203 см | 104 кг | Гонзага                          |
| З | 30 | !          | Джордан Гудвин     | 196 см | 100 кг | Сент-Луис                        |
| Ц | 55 | !          | Трей Джемисон      | 208 см | 118 кг | Алабама                          |
| З/Ф | 77 | Словения ! | Лука Дончич        | 198 см | 104 кг | Словения                         |
| Ф | 88 | !          | Маркифф Моррис     | 206 см | 111 кг | Канзас                           |

## Главные тренеры
За всю историю «Лос-Анджелес Лейкерс», командой руководили 22 главных тренера и исполняющих их обязанности тренеров. Джон Кундла был первым тренером выигравший титулы чемпиона БАА\НБА с 1949 года по 1954. Вторым главным тренером в истории НБА, выигравшим как регулярный чемпионат, так и титул чемпиона в плей-офф, был Пэт Райли. Рекорды Райли, побил Фил Джексон, по количеству побед в регулярном чемпионате и плей-офф, в 2009 и 2010 годах соответственно. Джексон, Райли, Кундла и Билл Шармон, вошли в Зал славы баскетбола как тренеры «Лейкерс».

## Зал славы баскетбола, закрепленные имена и номера
Двадцать четыре игрока, когда либо играших в составе «Лейкерс», входят в Зал славы баскетбола. Это 18 игроков, 4 главных тренера, 1 ассистент главного тренера и два других представителя клуба, которые внесли весомый вклад развитие игры и лиги. Зал славы игроков включают в себя: Карима Абдул-Джаббара, Коби Брайанта, Элджина Бэйлора, Уилта Чемберлена, Гэйла Гудрича, Конни Хоукинса, Мэджика Джонсона, Клайда Лавлетта, Карла Мэлоуна, Слейтера Мартина, Боба Макаду, Джорджа Майкену, Верна Миккельсена, Джима Полларда, Денниса Родмана, Джеймса Уорти, Джерри Уэста и Джеймала Уилкса. Зал славы тренеры включают в себя: Фила Джексона, Джона Кундлу, Пэта Райли и Билла Шармана, а также ассистент Фила Джексона, Текса Уинтера. Также Чик Херн комментировавший игры «Лос-Анджелес Лейкерс» 42 сезона, вплоть до свой смерти. Владелец «Лейкерс» Джерри Басс, увековечен под сводами «Стэйплс Центра» с 2010 года, за создание одной из самых успешных команд в истории профессионального спорта.

### Список закрепленных номеров

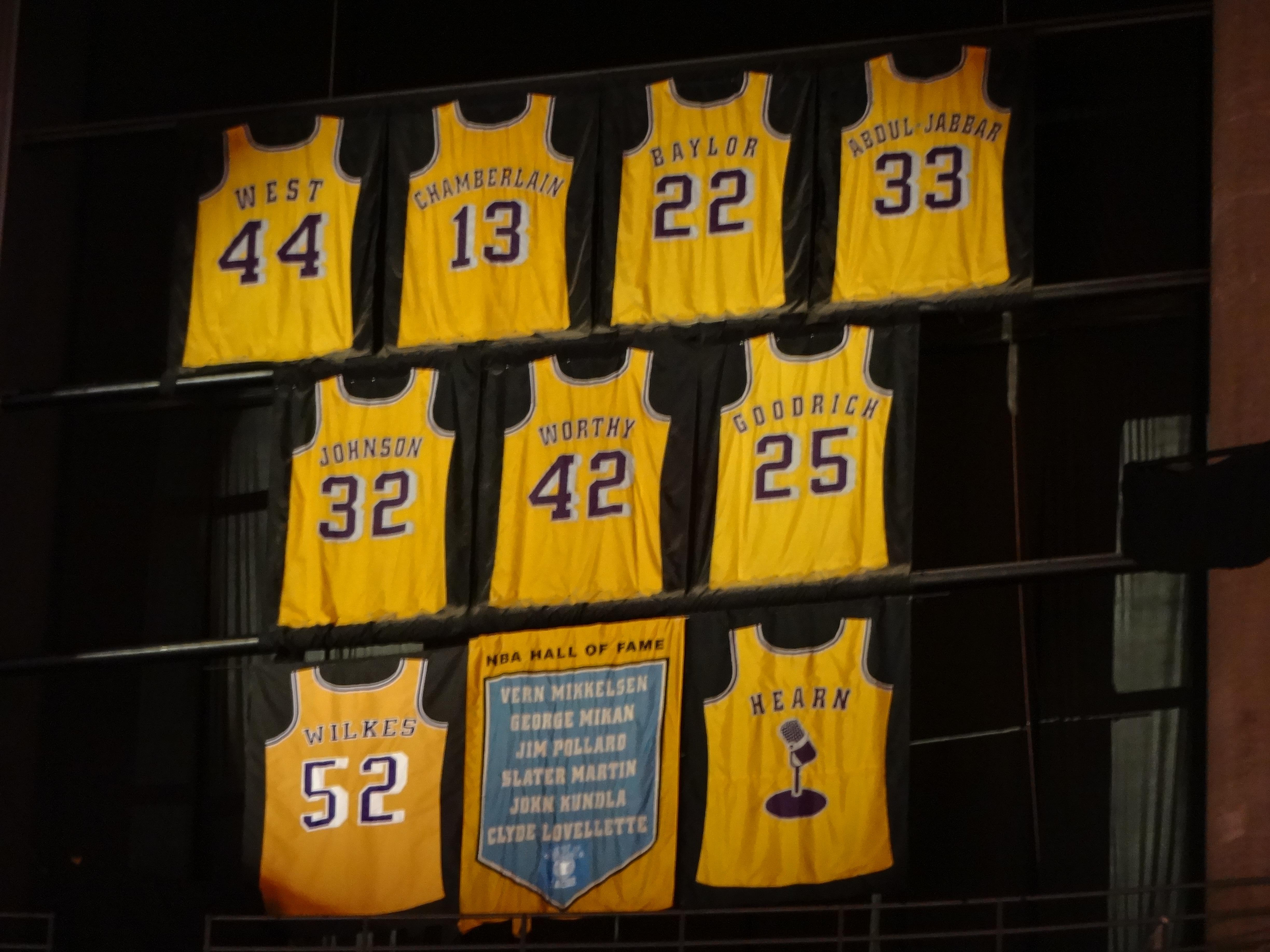
Закрепленные номера «Лейкерс» висят в «Стэйплс Центре»

Руководство «Лейкерс» закрепило 11 номеров за баскетболистами завершившими карьеру, а также почетный микрофон за Чиком Херном, комментировавшем игры команды:
- 13 Уилт Чемберлен, C, 1968—1973
- 22 Элджин Бэйлор, F, 1958—1971
- 25 Гэйл Гудрич, G, 1965—1968; 1970—1976
- 32 Мэджик Джонсон, G, 1979—1991; 1996
- 33 Карим Абдул-Джаббар, C, 1975—1989
- 34 Шакил О’Нил, C, 1996—2004
- 42 Джеймс Уорти, F, 1982—1994
- 44 Джерри Уэст, G, 1960—1974
- 52 Джамал Уилкс, F, 1977—1985
- 8, 24 Коби Брайант, G, 1996—2016

Кроме того, этой привилегией были почтены некоторые другие игроки и тренеры, которые сыграли важную роль в успехах команды, когда она базировалась в Миннеаполисе:
- 17 Джим Поллард, F, 1948—1955, главный тренер, 1960
- 19 Верн Миккелсен, F, 1949—1959
- 22 Слейтер Мартин, G, 1949—1956
- 34 Клайд Лавлетт, F/C, 1953—1957
- 99 Джордж Майкен, C, 1948—1954; 1955—1956, главный тренер, 1957—1958
- Джон Кундла, главный тренер, 1948—1957; 1958—1959

### Игроки «Лос-Анджелес Лейкерс» на крупных международных турнирах
| Турнир                               | Участники               |
| ------------------------------------ | ----------------------- |
| Чемпионат мира по баскетболу 1990    | Владе Дивац             |
| Чемпионат Европы по баскетболу 1991  | Владе Дивац             |
| Чемпионат Европы по баскетболу 1995  | Владе Дивац             |
| Летние олимпийские игры 1996         | Владе Дивац             |
| Игры доброй воли 2001                | Марк Мэдсен             |
| Чемпионат Европы по баскетболу 2005  | Станислав Медведенко    |
| Чемпионат Америки по баскетболу 2007 | Коби Брайант            |
| Летние олимпийские игры 2008         | Коби Брайант            |
| Чемпионат Европы по баскетболу 2009  | Пау Газоль              |
| Чемпионат Азии по баскетболу 2009    | Сунь Юэ                 |
| Чемпионат мира по баскетболу 2010    | Ламар Одом              |
| Чемпионат Европы по баскетболу 2011  | Пау Газоль              |
| Летние олимпийские игры 2012         | Коби Брайант Пау Газоль |
| Чемпионат Америки по баскетболу 2015 | Роберт Сакре            |
| Летние олимпийские игры 2016         | Марселиньо Уэртас       |
| Летние олимпийские игры 2020         | Марк Газоль             |